# 秩父市
秩父市（ちちぶし）は、埼玉県の西部に位置する市。人口は約6万人で、秩父地方の中心をなす。面積は約577.83km2で、県内では最も広い。

## 地理
秩父地方では唯一の市で、秩父山地に囲まれた秩父盆地の中央部に、市の中心市街地が位置している。面積は577.83km2で埼玉県の約15パーセントを占める。また、市域の87パーセントが森林で、埼玉県の森林の約4割にあたり、市域のほとんどが秩父多摩甲斐国立公園や県立自然公園（武甲、西秩父）の区域に指定されている。荒川が南西から北東に流れ河岸段丘を形成している。市の南東にそびえる武甲山では石灰石を産出し、露天掘りが行われている。

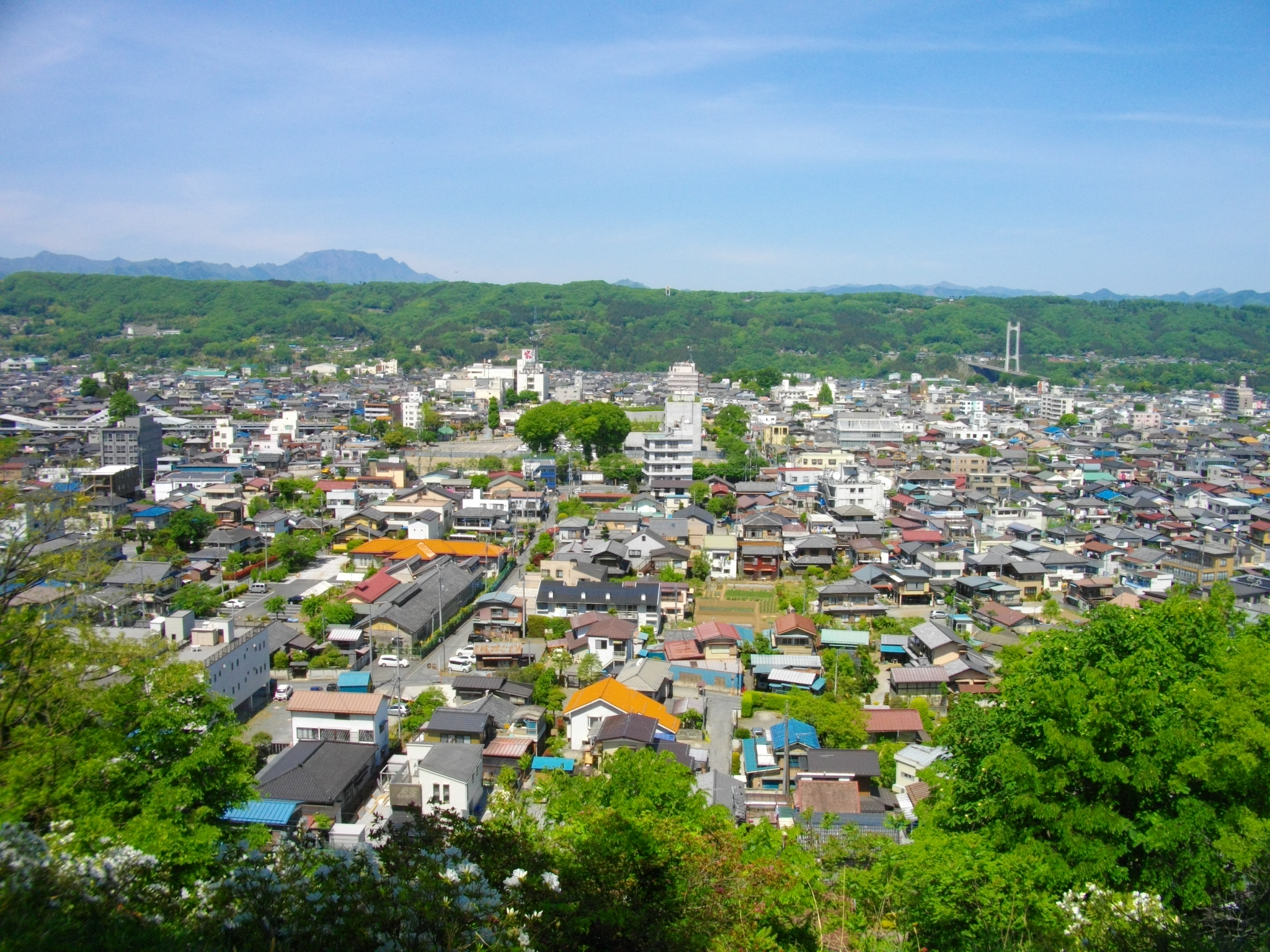
羊山公園より見下ろす秩父市
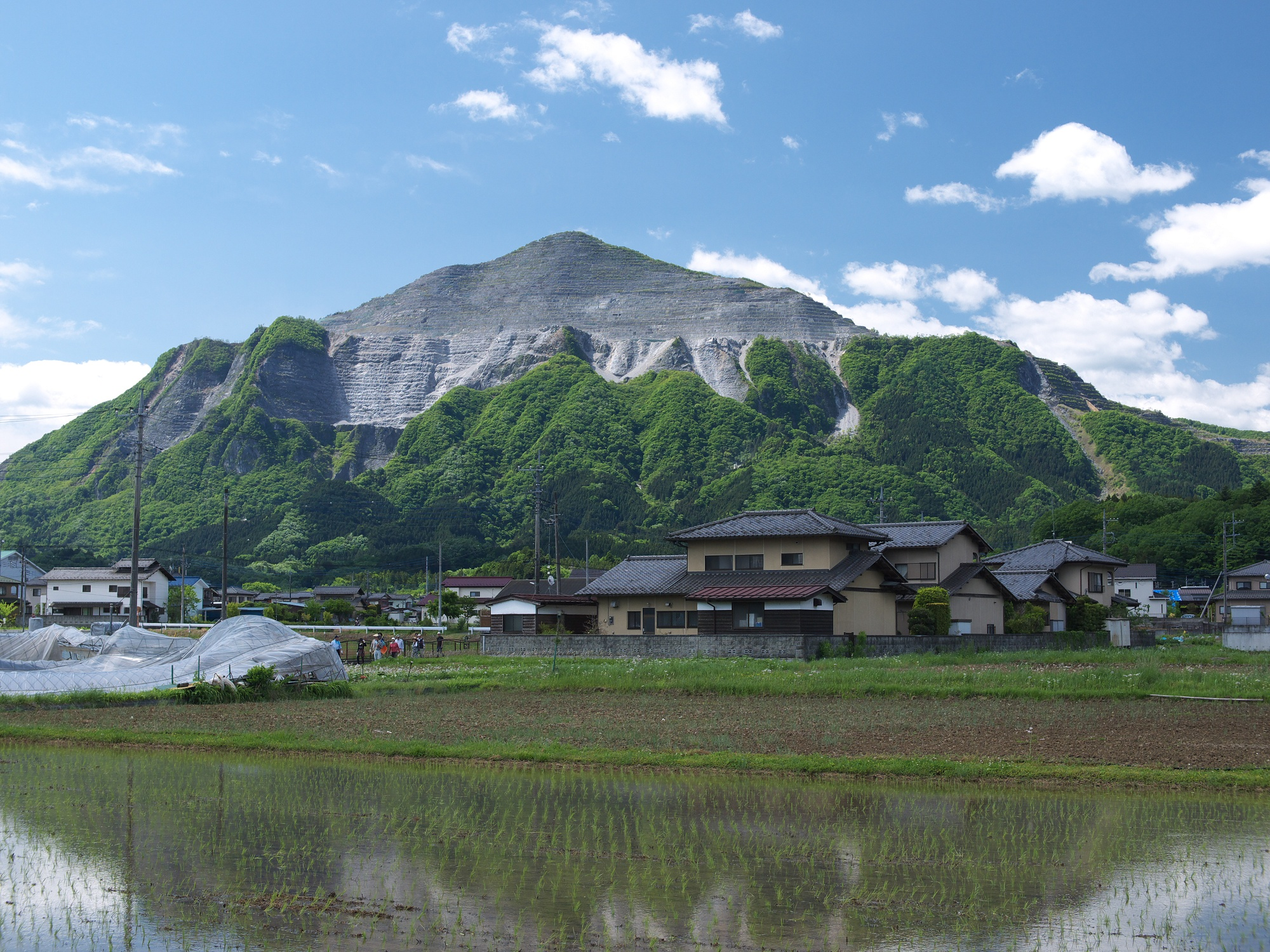
武甲山
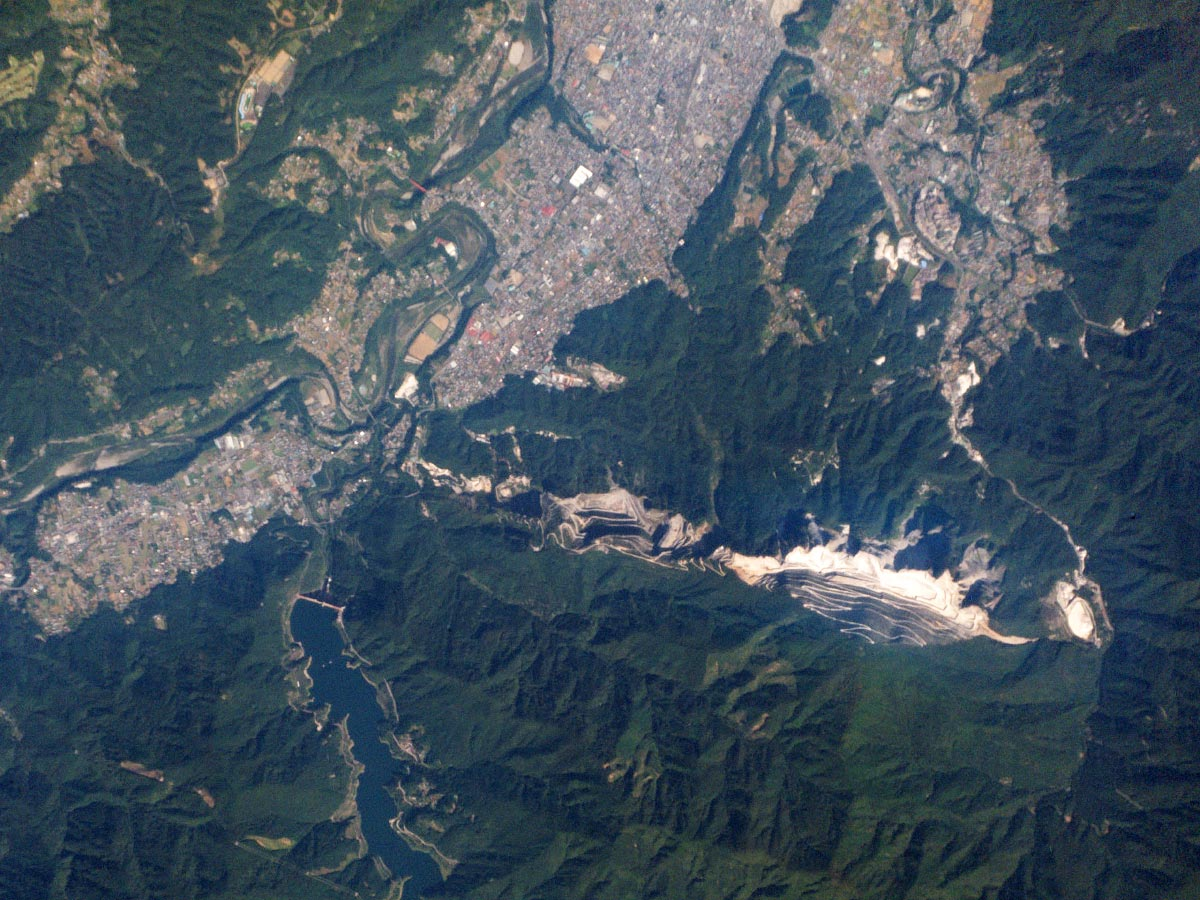
秩父市付近の人工衛星写真（2014年9月27日撮影）。写真上方が北側。市街地の南に武甲山に連なる石灰岩採掘場が見える。 提供：プラネット・ラボ社

### 気候
盆地であるため内陸性気候である。夏は暑く時には猛暑日になることもあるが、他の関東地方の主要都市と比べると湿度が低く、熱帯夜になることも少ないため過ごしやすい。冬は埼玉県の中でも寒さが厳しく、氷点下5℃を下回ることもしばしばある。
| 秩父市上町（秩父特別地域気象観測所、標高232m）の気候    | 秩父市上町（秩父特別地域気象観測所、標高232m）の気候 | 秩父市上町（秩父特別地域気象観測所、標高232m）の気候 | 秩父市上町（秩父特別地域気象観測所、標高232m）の気候 | 秩父市上町（秩父特別地域気象観測所、標高232m）の気候 | 秩父市上町（秩父特別地域気象観測所、標高232m）の気候 | 秩父市上町（秩父特別地域気象観測所、標高232m）の気候 | 秩父市上町（秩父特別地域気象観測所、標高232m）の気候 | 秩父市上町（秩父特別地域気象観測所、標高232m）の気候 | 秩父市上町（秩父特別地域気象観測所、標高232m）の気候 | 秩父市上町（秩父特別地域気象観測所、標高232m）の気候 | 秩父市上町（秩父特別地域気象観測所、標高232m）の気候 | 秩父市上町（秩父特別地域気象観測所、標高232m）の気候 | 秩父市上町（秩父特別地域気象観測所、標高232m）の気候 |
| 月                                                      | 1月                                                  | 2月                                                  | 3月                                                  | 4月                                                  | 5月                                                  | 6月                                                  | 7月                                                  | 8月                                                  | 9月                                                  | 10月                                                 | 11月                                                 | 12月                                                 | 年                                                   |
| ------------------------------------------------------- | ---------------------------------------------------- | ---------------------------------------------------- | ---------------------------------------------------- | ---------------------------------------------------- | ---------------------------------------------------- | ---------------------------------------------------- | ---------------------------------------------------- | ---------------------------------------------------- | ---------------------------------------------------- | ---------------------------------------------------- | ---------------------------------------------------- | ---------------------------------------------------- | ---------------------------------------------------- |
| 最高気温記録 °C （°F）                                  | 23.0 (73.4)                                          | 26.6 (79.9)                                          | 27.6 (81.7)                                          | 33.0 (91.4)                                          | 37.2 (99)                                            | 38.4 (101.1)                                         | 39.2 (102.6)                                         | 39.3 (102.7)                                         | 38.0 (100.4)                                         | 32.4 (90.3)                                          | 26.5 (79.7)                                          | 25.1 (77.2)                                          | 39.3 (102.7)                                         |
| 平均最高気温 °C （°F）                                  | 8.9 (48)                                             | 10.0 (50)                                            | 13.5 (56.3)                                          | 19.1 (66.4)                                          | 23.8 (74.8)                                          | 26.0 (78.8)                                          | 29.8 (85.6)                                          | 31.0 (87.8)                                          | 26.4 (79.5)                                          | 20.8 (69.4)                                          | 15.9 (60.6)                                          | 11.2 (52.2)                                          | 19.7 (67.5)                                          |
| 日平均気温 °C （°F）                                    | 1.8 (35.2)                                           | 3.0 (37.4)                                           | 6.6 (43.9)                                           | 12.2 (54)                                            | 17.3 (63.1)                                          | 20.8 (69.4)                                          | 24.6 (76.3)                                          | 25.5 (77.9)                                          | 21.5 (70.7)                                          | 15.5 (59.9)                                          | 9.2 (48.6)                                           | 4.0 (39.2)                                           | 13.5 (56.3)                                          |
| 平均最低気温 °C （°F）                                  | −3.8 (25.2)                                          | −2.9 (26.8)                                          | 0.7 (33.3)                                           | 5.9 (42.6)                                           | 11.5 (52.7)                                          | 16.5 (61.7)                                          | 20.6 (69.1)                                          | 21.5 (70.7)                                          | 17.7 (63.9)                                          | 11.3 (52.3)                                          | 4.0 (39.2)                                           | −1.6 (29.1)                                          | 8.5 (47.3)                                           |
| 最低気温記録 °C （°F）                                  | −15.8 (3.6)                                          | −14.4 (6.1)                                          | −12.5 (9.5)                                          | −5.4 (22.3)                                          | −0.9 (30.4)                                          | 4.4 (39.9)                                           | 9.1 (48.4)                                           | 10.8 (51.4)                                          | 6.1 (43)                                             | −0.9 (30.4)                                          | −6.5 (20.3)                                          | −11.7 (10.9)                                         | −15.8 (3.6)                                          |
| 降水量 mm （inch）                                      | 40.3 (1.587)                                         | 30.8 (1.213)                                         | 69.0 (2.717)                                         | 88.0 (3.465)                                         | 102.4 (4.031)                                        | 145.4 (5.724)                                        | 192.0 (7.559)                                        | 188.4 (7.417)                                        | 236.7 (9.319)                                        | 204.1 (8.035)                                        | 47.5 (1.87)                                          | 30.7 (1.209)                                         | 1,375.3 (54.146)                                     |
| 降雪量 cm （inch）                                      | 15 (5.9)                                             | 12 (4.7)                                             | 6 (2.4)                                              | 1 (0.4)                                              | 0 (0)                                                | 0 (0)                                                | 0 (0)                                                | 0 (0)                                                | 0 (0)                                                | 0 (0)                                                | 0 (0)                                                | 2 (0.8)                                              | 36 (14.2)                                            |
| 平均降水日数 （≥0.5 mm）                                | 3.9                                                  | 4.4                                                  | 8.8                                                  | 9.1                                                  | 10.6                                                 | 14.2                                                 | 15.0                                                 | 12.0                                                 | 13.0                                                 | 10.6                                                 | 5.9                                                  | 3.9                                                  | 111.3                                                |
| 平均降雪日数                                            | 5.5                                                  | 5.8                                                  | 4.1                                                  | 0.7                                                  | 0.0                                                  | 0.0                                                  | 0.0                                                  | 0.0                                                  | 0.0                                                  | 0.0                                                  | 0.3                                                  | 2.8                                                  | 19.4                                                 |
| % 湿度                                                  | 64                                                   | 62                                                   | 64                                                   | 67                                                   | 71                                                   | 79                                                   | 81                                                   | 80                                                   | 83                                                   | 82                                                   | 79                                                   | 71                                                   | 74                                                   |
| 平均月間日照時間                                        | 205.5                                                | 193.1                                                | 189.7                                                | 186.3                                                | 179.5                                                | 123.0                                                | 133.4                                                | 152.4                                                | 113.6                                                | 128.7                                                | 163.7                                                | 192.3                                                | 1,968.1                                              |
| 出典：気象庁 (平均値：1991年-2020年、極値：1926年-現在) |                                                      |                                                      |                                                      |                                                      |                                                      |                                                      |                                                      |                                                      |                                                      |                                                      |                                                      |                                                      |                                                      |

### 隣接している自治体
隣接市町村数は15で県内最多で、埼玉県の基礎自治体（市町村）では唯一南隣の東京都と北隣の群馬県の両方に接している。山梨県、長野県との県境もある。隣接都道府県数4は全国の市区町村中最多で、岐阜県高山市および京都府南丹市と並ぶ。
埼玉県
- 飯能市
- 比企郡ときがわ町
- 秩父郡小鹿野町、東秩父村、皆野町、横瀬町
- 児玉郡神川町

群馬県
- 藤岡市
- 多野郡上野村、神流町

東京都
- 西多摩郡奥多摩町

山梨県
- 甲州市
- 山梨市
- 北都留郡丹波山村

長野県
- 南佐久郡川上村

なお甲州市、丹波山村、奥多摩町とを直接結ぶ車道は無いため、自動車で往来する場合は他自治体を経由する必要がある。

## 歴史
現在の秩父市を含む地域は元は知々夫国と呼ばれ知々夫国造に支配されていた知々夫国は无邪志国造の支配した无邪志国と合わさって、7世紀に令制国の武蔵国となった。
708年（和銅元年）に、現在の埼玉県秩父市黒谷にある和銅遺跡付近から、和銅（にぎあかがね、純度が高く精錬を必要としない自然銅）が産出した。これが朝廷に献上された事を記念して「和銅」に改元するとともに、和同開珎が作られたとされる。
現在の市域の中心部は、古く中村郷と呼ばれ、秩父盆地の中央にあることから物資の集散地であり、秩父神社の門前町として栄えた。そのため、後には大宮郷（おおみやごう）と呼ばれるようになり、自治体名も1915年までは大宮町（おおみやまち）であった。
1884年（明治17年）に秩父事件が起こる。同事件は、負債に悩む秩父の農民たちが結成した「困民党」と呼ばれる組織を中心とした武装蜂起であり、最盛期には小鹿野や吉田、さらには郡都大宮郷（現在の秩父市）等を武力占拠した。これに対し政府は、警察と憲兵隊、最終的には東京鎮台兵まで動員し、徹底的な武力鎮圧を図った。事件後の裁判の結果、死刑7名を含む4000名余が処罰された日本史上最大規模の民衆蜂起とされる。
- 1871年（明治4年） - 入間県に所属[5]。
- 1872年（明治5年） - 大区小区制施行により、第10大区1・2・3・5・6小区、第11大区3・6小区に所属[5]。
- 1873年（明治6年） - 熊谷県に所属する[5]。
- 1873年（明治6年） - 秩父初の学校となる大宮学校（現秩父第一）が惣円寺内に、郷平学校（太田）、浦山小学校がそれぞれ開校。
- 1874年（明治7年） - 久那学校が開校。
- 1875年（明治8年） - 影森学校が開校。
- 1876年（明治9年） - 埼玉県に所属[5]。
- 1878年（明治11年） - 市街地にて秩父大火が起こり、寺社など44軒が焼失。
- 1879年（明治12年） - 郡区町村編制法施行に伴い、秩父郡に所属[5]。
- 1884年（明治17年） - 大宮学校の校舎（現：秩父市立民俗博物館）が竣工。
- 1885年（明治18年） - 知新学校（尾田蒔）、旭小学校（原谷）、高篠小学校が開校。
- 1886年（明治19年） - 秩父新道（本庄 - 大宮郷間）が開通[6]。
- 1889年（明治22年）4月1日 - 町村制施行に伴い、秩父郡大宮郷・別所村が合併し、大宮町となる。
- 1892年（明治25年） - 郵便局にて電信の取り扱いが始まる。
- 1895年（明治28年） - 熊谷 - 大宮町新道（現：国道140号）が開通。
- 1911年（明治44年） - 電話が引かれる。
- 1914年（大正3年） - 秩父鉄道が秩父駅まで開通する。
- 1916年（大正5年）1月1日 - 大宮町が町名を変更し、秩父町となる[7]。これは、秩父郡の中心にあることのほか、1914年に開業した秩父鉄道の駅が郡名を採って「秩父駅」となったことや、同県内の北足立郡大宮町（現：さいたま市）との混同を避けるためといったことが理由として考えられている。
- 1922年（大正11年） - 電燈が点く。汽車が電車となる。
- 1923年（大正12年） - 秩父セメント工場が開設される。
- 1924年（大正13年） - 市街地に水道が敷かれる。
- 1930年（昭和5年）
  - 秩父鉄道が三峰口駅まで延伸。
  - ラジオ放送が開始される。
- 1935年（昭和10年） - 大宮小学校花の木分教場（花の木小学校）が開校。
- 1947年（昭和22年） - 小学校及び中学校が新制となる。
- 1950年（昭和25年）4月1日 - 市制施行により秩父市となる[5][7]。
- 1954年（昭和29年）
  - 5月3日 - 秩父郡尾田蒔村・原谷村を編入[7]。
  - 11月3日 - 秩父郡久那村を編入[7]。
- 1955年（昭和30年） 
  - 南小学校が開校。
  - 11月10日 - 昭和天皇が行幸（地方事情視察の一環）。秩父セメント工場などを視察。同社有恒倶楽部に宿泊[8]。
- 1957年（昭和32年）5月3日 - 秩父郡高篠村・大田村を編入[7]。
- 1958年（昭和33年）
  - 5月31日 - 秩父郡影森町を編入[7]。
  - 秩父県道が国道140号線となる。
- 1959年（昭和34年）
  - 月日不詳 - 消防署が設置される。
  - 6月20日 - 豪雨により田沢工業の鉱業所から農業用石灰が溶融して荒川へ流出。アユなど11万尾が死ぬ被害[9]。
- 1962年（昭和37年） - 新しい市庁舎が竣工。
- 1964年（昭和39年）
  - 有線放送開始。
  - 西小学校が開校。
- 1967年（昭和42年）
  - 秩父宮記念市民会館が開設される。
  - 埼玉国体が開催され、秩父会場では柔道・弓道・山岳が開催される。
- 1968年（昭和43年） - 民俗博物館が開館。
- 1969年（昭和44年） - 西武鉄道が秩父市内まで延伸し（西武秩父線）、特急「レッドアロー」が運行開始。
- 1970年（昭和45年） - 小鹿野県道が国道299号となる。
- 1971年（昭和46年） - 秩父広域市町村圏組合が設置される。
- 1972年（昭和47年） - 環境衛生センター、秩父市公設地方卸売市場が開設される。
- 1973年（昭和48年） - 市民プールが開設される。
- 1975年（昭和50年）
  - 高篠山に野外活動センターが開設される。
  - 川俣小学校が開校する。
- 1978年（昭和53年） - 市民体育館が開設される。
- 1979年（昭和54年） - 武甲山資料館が開設される。
- 1980年（昭和55年） - 中央下水処理場が開設される。
- 1981年（昭和56年）
  - 市立病院が開院する。
  - クリーンセンターが開設される。
- 1984年（昭和59年） - まつり会館が開館する。
- 1985年（昭和60年）
  - 地場産センターが開設される。
  - 新秩父橋が開通する。
- 1986年（昭和61年） - 秩父市立図書館が開館する。
- 1988年（昭和63年） - 秩父鉄道の急行列車「SLパレオエクスプレス」運行開始。
- 1989年（平成元年）
  - 西武鉄道が秩父鉄道への直通運転を開始。
  - グリーンセンター秩父（文化体育センター）開設。
- 1990年（平成2年） - 環境衛生センター改築。
- 1991年（平成3年） - 秩父ミューズパーク開園。
- 1994年（平成6年） - 秩父公園橋、新しい佐久良橋が開通。
- 1997年（平成9年） - クリーンセンター改装。
- 1998年（平成10年）4月23日 - 国道140号雁坂トンネル開通。埼玉県と山梨県が初めて車道で結ばれる。
- 1999年（平成11年）
  - 3月15日 - 防災行政無線運用開始。
  - 浦山ダム竣工。
- 2001年（平成13年）
  - 消防署が改築される。
  - 道の駅ちちぶ開設。
- 2003年（平成15年）3月 - 秩父市歴史文化伝承館竣工。
- 2004年（平成16年）1月1日 - 防災行政無線の夕方のチャイム『夕焼け小焼け』（旧音源）放送開始。
- 2005年（平成17年）4月1日 - （旧）秩父市、秩父郡吉田町・荒川村・大滝村と新設合併を行い、新たに秩父市となる。
- 2008年（平成20年） - 滝沢ダム竣工。
- 2011年（平成23年）3月11日 - 東日本大震災により、市役所本庁舎と秩父宮記念市民会館が被害を受け、使用不能になる。
- 2016年（平成28年） - 秩父夜祭がユネスコ無形文化遺産に登録される。
- 2017年（平成29年） - 市役所本庁舎と秩父宮記念市民会館が改築竣工[10]。

## 行政

### 歴代首長
| 代（旧町） | 氏名         | 就任         | 退任          |
| ---------- | ------------ | ------------ | ------------- |
| 初         | 近藤善吉     | 1889年5月    | 1889年12月    |
| 2          | 伊古田豊三郎 | 1890年1月    | 1894年1月     |
| 3          | 新井市三郎   | 1894年1月    | 1896年1月     |
| 4          | 伊古田豊三郎 | 1896年1月    | 1899年7月     |
| 5          | 新井市三郎   | 1899年7月    | 1911年6月     |
| 6          | 伊古田豊三郎 | 1911年8月    | 1929年6月     |
| 7          | 浅見宇市     | 1929年6月    | 1937年12月    |
| 8          | 松本由太郎   | 1937年12月   | 1942年7月     |
| 9          | 浅見宇市     | 1942年8月    | 1946年7月     |
| 10         | 井上市太郎   | 1946年7月    | 1947年3月     |
| 11         | 諸武三郎     | 1947年4月    | 1950年3月31日 |
| 代（旧市） | 氏名         | 就任         | 退任          |
| 初         | 諸武三郎     | 1950年4月1日 | 1951年4月     |
| 2          | 高野利兵衛   | 1951年5月1日 | 1959年4月30日 |
| 3          | 久喜文重郎   | 1959年5月1日 | 1975年4月30日 |
| 4          | 加藤博康     | 1975年5月1日 | 1987年4月30日 |
| 5          | 内田全一     | 1987年5月1日 | 2003年4月30日 |
| 6          | 栗原稔       | 2003年5月1日 | 2005年3月31日 |
| 代（新市） | 氏名         | 就任年月日   | 退任年月日    |
| 初         | 栗原稔       | 2005年4月1日 | 2009年4月30日 |
| 2          | 久喜邦康     | 2009年5月1日 | 2021年4月30日 |
| 3          | 北堀篤       | 2021年5月1日 | 2025年4月30日 |
| 4          | 清野和彦     | 2025年5月1日 | 現職          |

### 広域行政
- 秩父広域市町村圏組合：秩父郡横瀬町、皆野町、長瀞町及び小鹿野町とともに消防・救急、水道事業等を共同で行っている。

## 市町村合併
2003年2月に、「秩父はひとつ」をスローガンとして、秩父市と東秩父村を除く秩父郡（小鹿野町、横瀬町、長瀞町、皆野町、吉田町、荒川村、両神村、大滝村）の9市町村で合併検討準備会を設置した。その後、皆野町と長瀞町が準備会から離脱し、残りの7市町村で任意合併協議会後に法定協議会を発足させた。2004年3月に小鹿野町、横瀬町、荒川村で住民投票を実施し、荒川村では合併に賛成多数だったが、小鹿野町では「両神村との合併」が多数、横瀬町では「合併に反対」が多数となった。なお、前市長の久喜邦康は一連の合併の中で、小鹿野町議を中心とした秩父市との合併に反対する運動を支持していた。
こうして小鹿野町、両神村、横瀬町も合併協議から離脱。秩父市、吉田町、荒川村、大滝村の4市町村で2005年4月に現在の秩父市が誕生することになった。なお小鹿野町は両神村と2005年10月に合併した。一方で旧吉田町に関しては、「小鹿野や両神のような『小規模な』町村との合併よりも、秩父市のような規模の大きい市との合併が望まれる」と判断し、旧秩父市との合併を希望した。
その後、皆野町では2006年4月の町長選挙で秩父市との合併に前向きな石木戸道也が町長に当選し、2008年6月19日に秩父市の栗原稔市長を訪れて、秩父市との合併を申し入れた。栗原市長も「秩父はひとつ」との考えに変化はないことから、これを受け入れ、2009年度中に法定協議会が設置される見通しになっていたが、後に破談している。

### 住所表記
- 秩父地域
  - 住居表示実施地区は現行のとおり。
    - 例：秩父市日野田町→秩父市日野田町

  - その他の区域は大字の字句を削除。
    - 例：秩父市大字大宮→秩父市大宮
- 吉田地域
  - 大字下吉田と大字上吉田は大字の字句を削除。
    - 例：秩父郡吉田町大字下吉田→秩父市下吉田

  - その他の区域は頭に吉田を付し大字の字句を削除。
    - 例：秩父郡吉田町大字久長→秩父市吉田久長
- 大滝地域
  - 大字の字句を削除。
    - 例：秩父郡大滝村大字大滝→秩父市大滝
- 荒川地域
  - 頭に荒川を付し大字の字句を削除。
    - 例：秩父郡荒川村大字日野→秩父市荒川日野

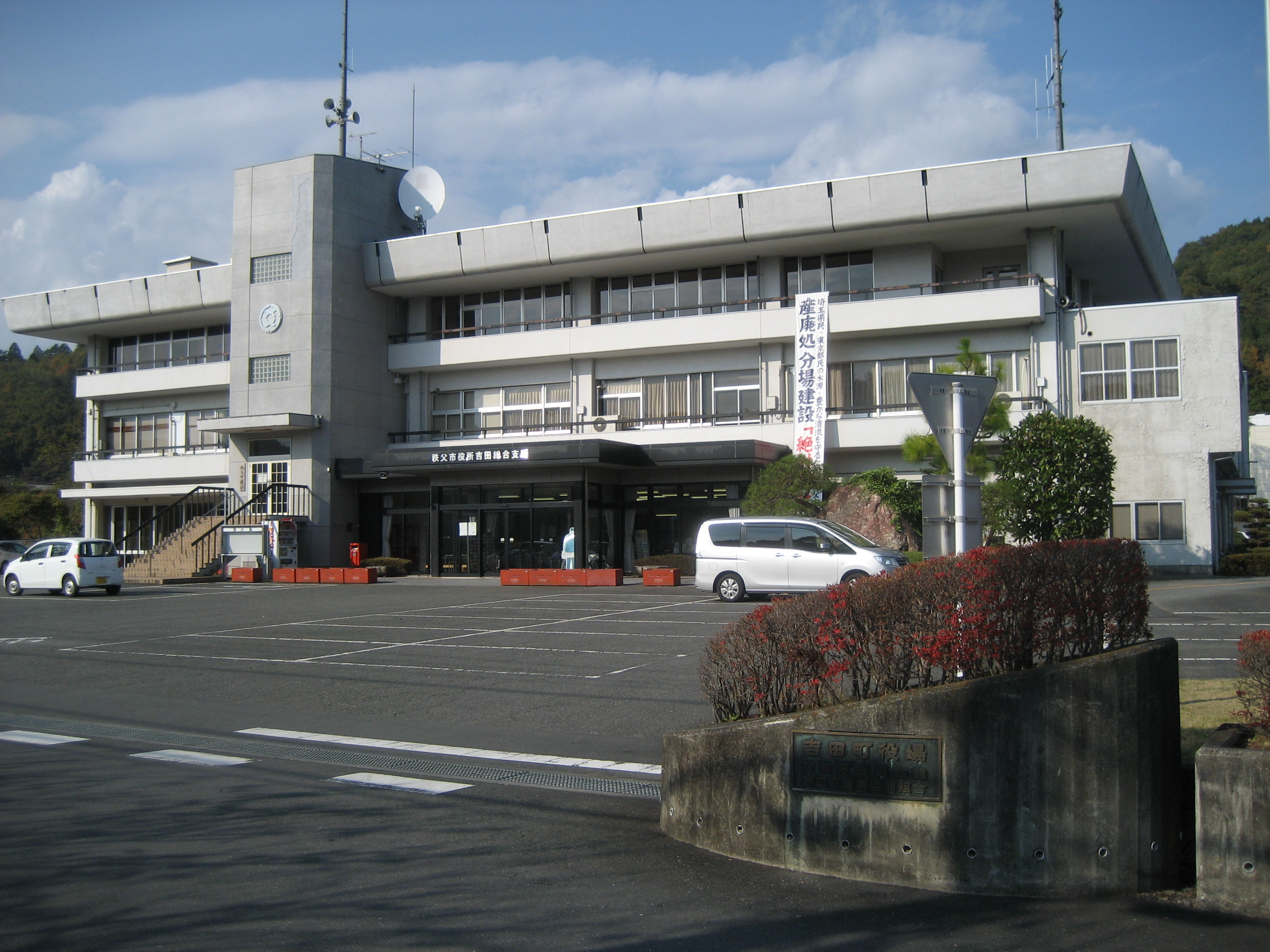
吉田総合支所（旧吉田町役場）
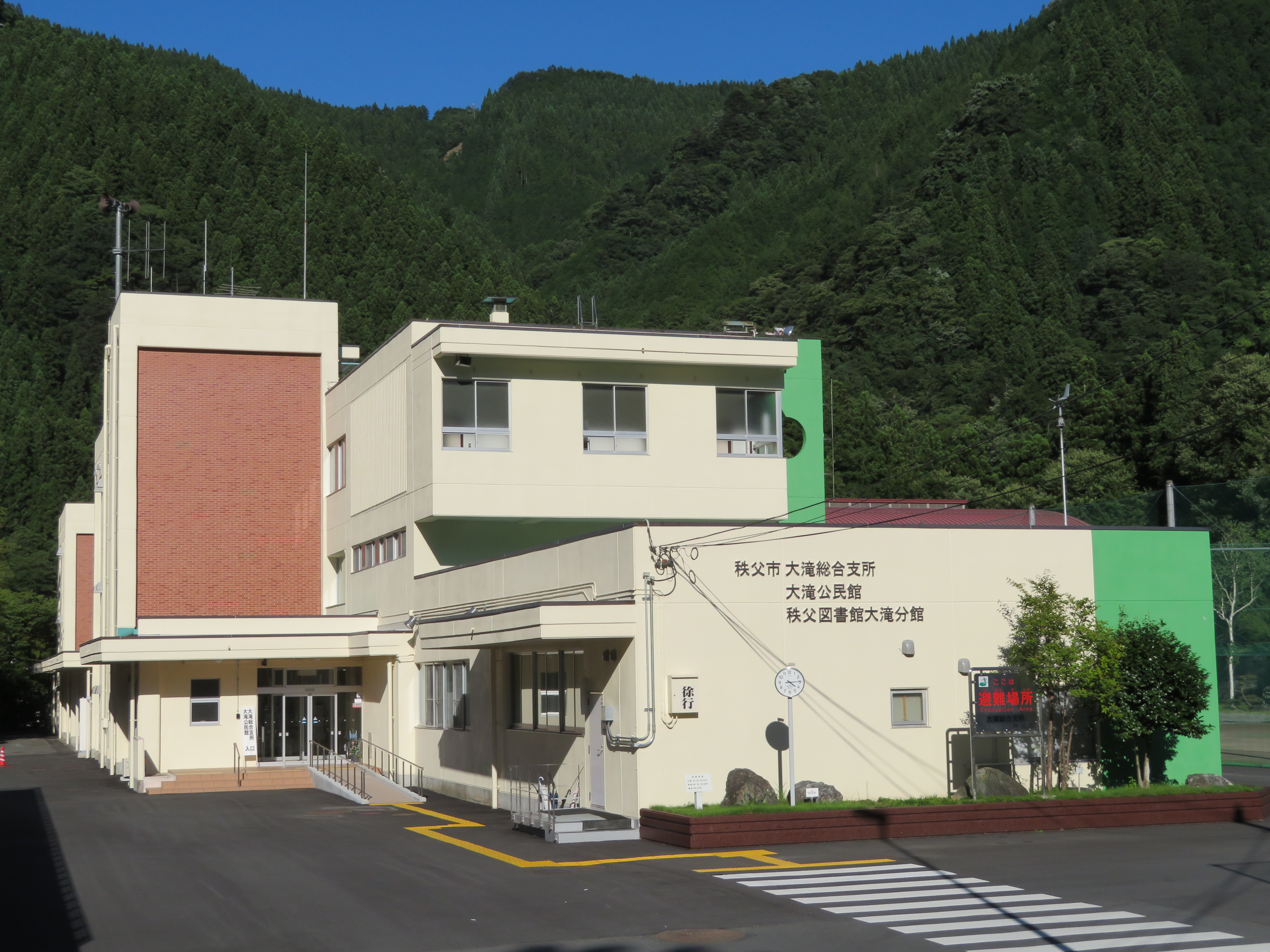
大滝総合支所
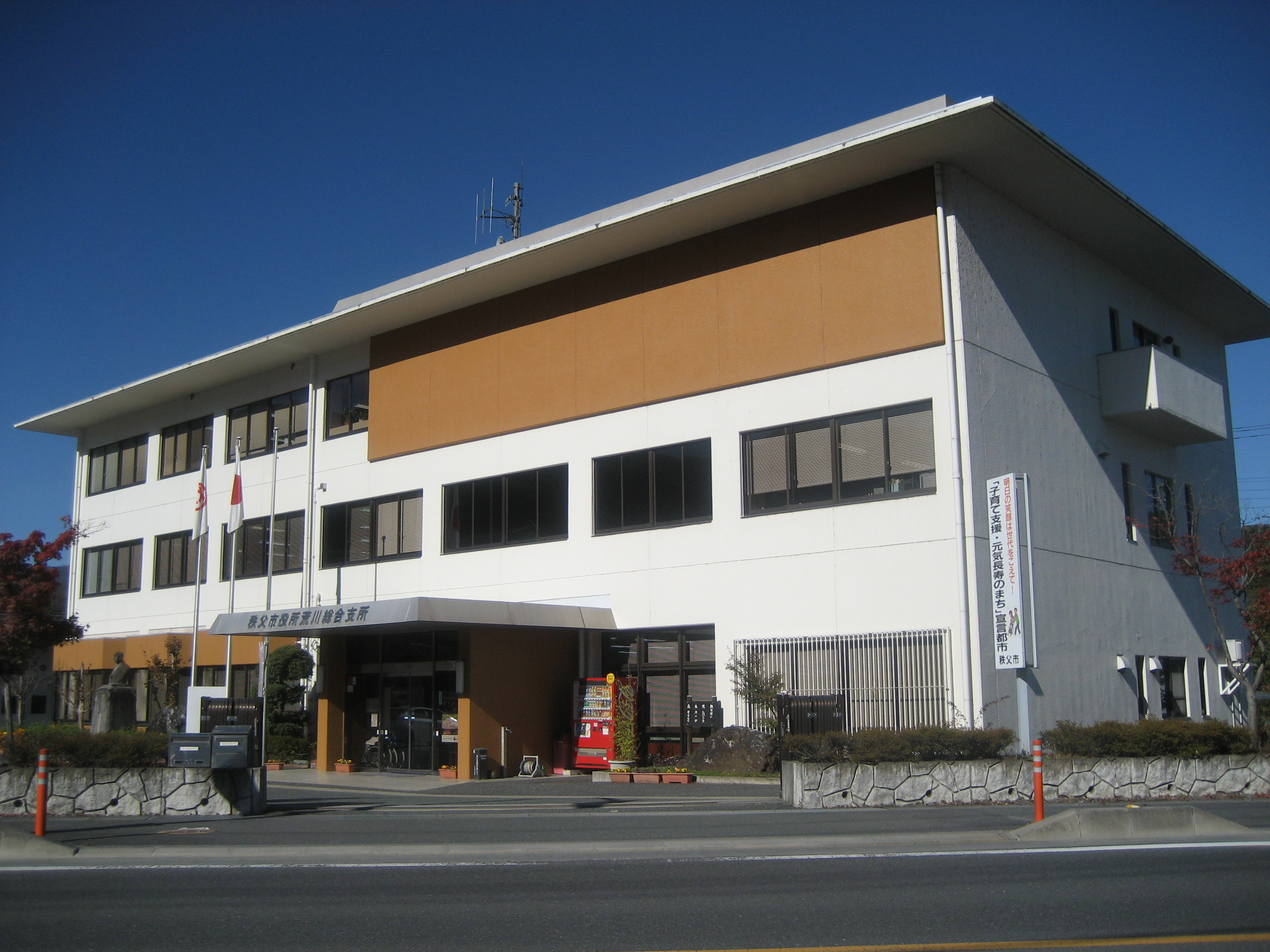
荒川総合支所（旧荒川村役場）
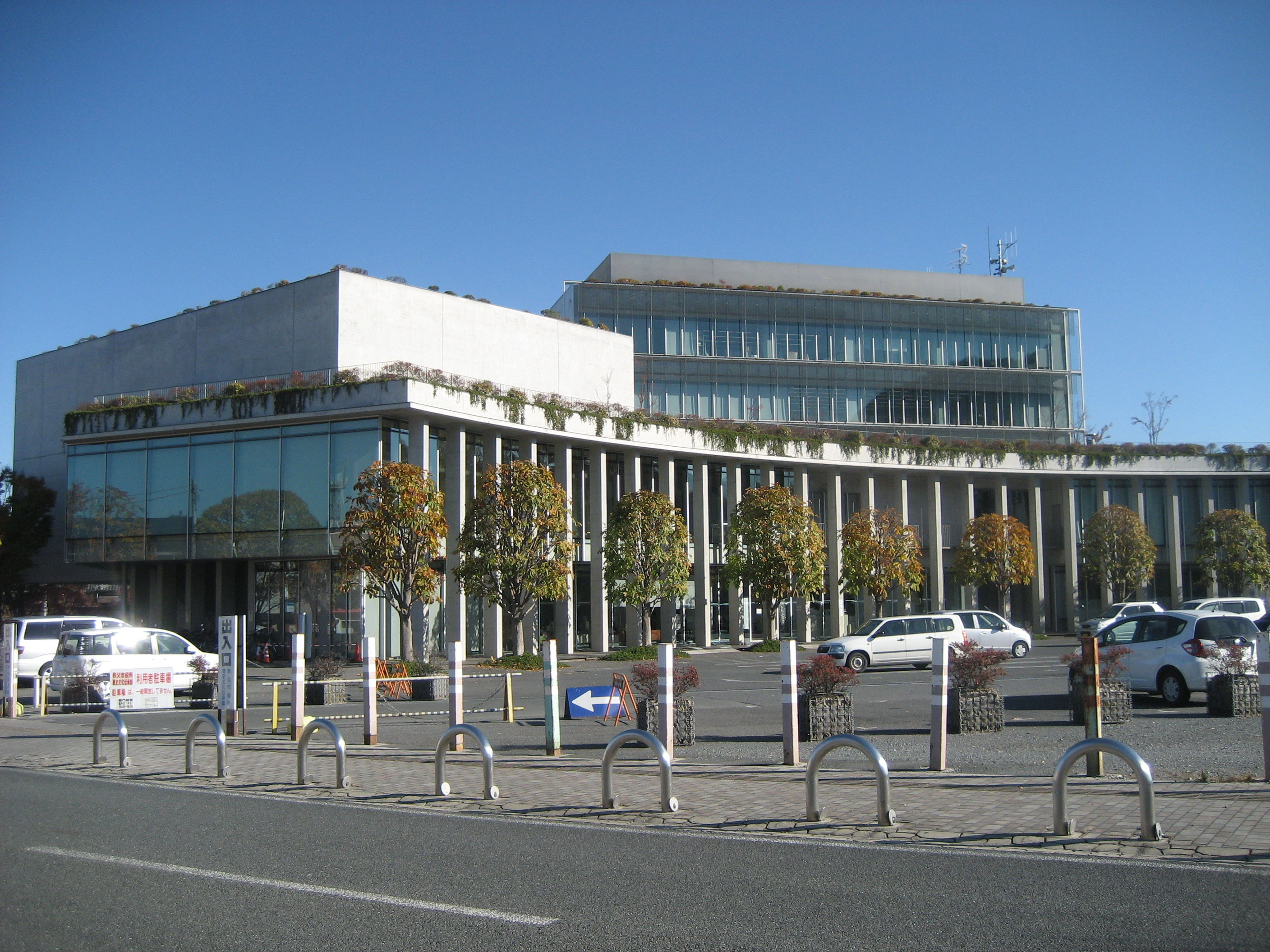
歴史文化伝承館（市の一部部署が置かれている）
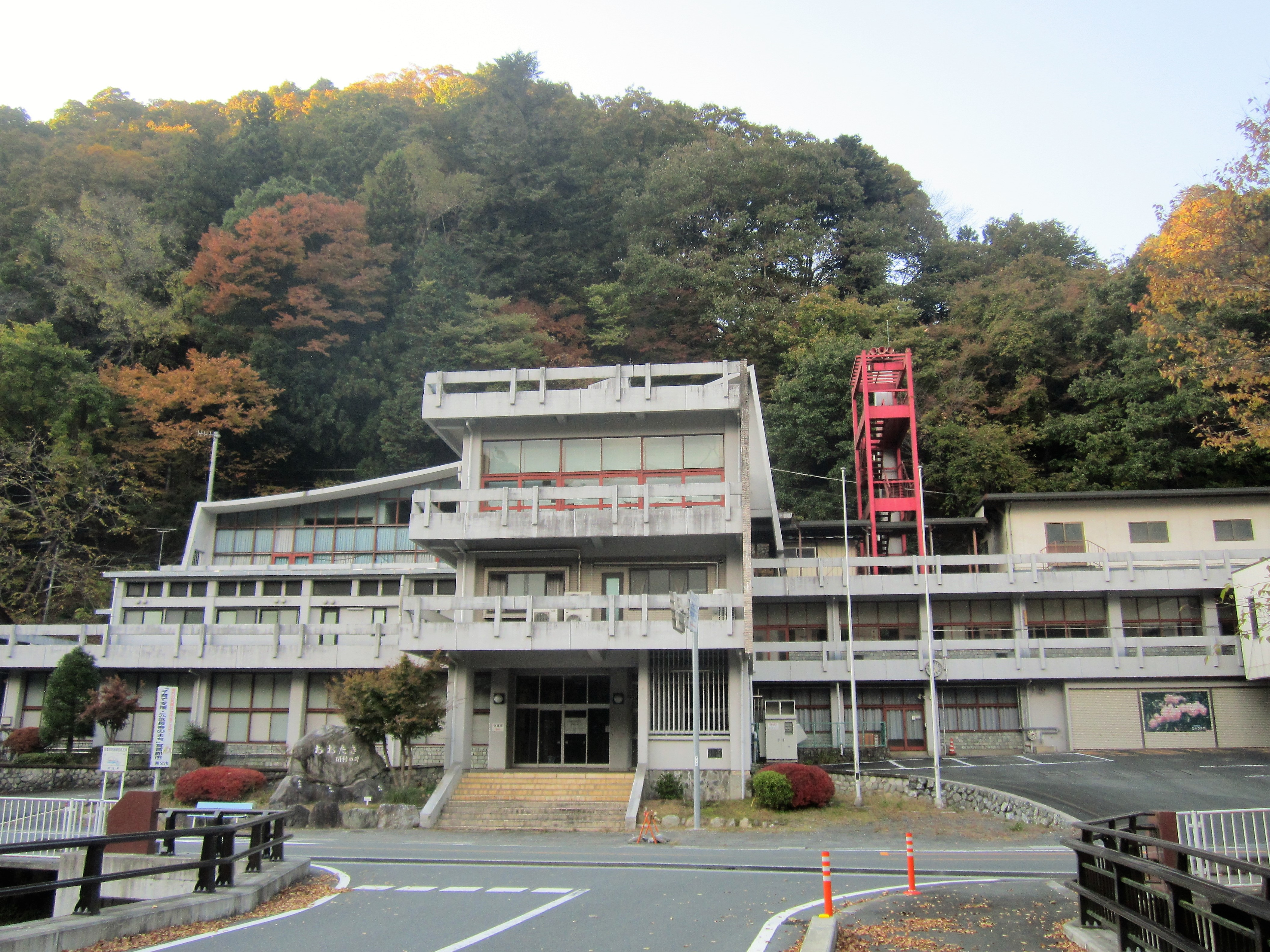
大滝総合支所旧庁舎（旧大滝村役場）

## 人口
- 総人口 : 67,976人
  - 男 : 33,160人
  - 女 : 34,816人
- 世帯数 : 26,349世帯

| |                                        |  |
| 秩父市と全国の年齢別人口分布（2005年） | 秩父市の年齢・男女別人口分布（2005年） |  |
| ■紫色 ― 秩父市 ■緑色 ― 日本全国 | ■青色 ― 男性 ■赤色 ― 女性              |  |
| 秩父市（に相当する地域）の人口の推移 \| 1970年（昭和45年） \| 78,764人 \| \| \| 1975年（昭和50年） \| 78,166人 \| \| \| 1980年（昭和55年） \| 76,875人 \| \| \| 1985年（昭和60年） \| 76,275人 \| \| \| 1990年（平成2年） \| 75,845人 \| \| \| 1995年（平成7年） \| 75,618人 \| \| \| 2000年（平成12年） \| 73,875人 \| \| \| 2005年（平成17年） \| 70,563人 \| \| \| 2010年（平成22年） \| 66,939人 \| \| \| 2015年（平成27年） \| 63,555人 \| \| \| 2020年（令和2年） \| 59,674人 \| \| |                                        |  |
| 総務省統計局 国勢調査より |                                        |  |
| 1970年（昭和45年） | 78,764人                               |  |
| 1975年（昭和50年） | 78,166人                               |  |
| 1980年（昭和55年） | 76,875人                               |  |
| 1985年（昭和60年） | 76,275人                               |  |
| 1990年（平成2年） | 75,845人                               |  |
| 1995年（平成7年） | 75,618人                               |  |
| 2000年（平成12年） | 73,875人                               |  |
| 2005年（平成17年） | 70,563人                               |  |
| 2010年（平成22年） | 66,939人                               |  |
| 2015年（平成27年） | 63,555人                               |  |
| 2020年（令和2年） | 59,674人                               |  |

## 姉妹都市・提携都市

### 国内
- 東京都荒川区
1981年4月25日姉妹都市提携
- 東京都豊島区
1983年10月14日姉妹都市提携
- 山口県山陽小野田市（提携当時は小野田市）
1996年5月20日姉妹都市提携

### 海外
- アンティオック市（アメリカ合衆国カリフォルニア州）
1967年9月16日姉妹都市提携
- 江陵市（大韓民国江原特別自治道）
1983年2月16日姉妹都市提携
2018年10月30日、江陵市との間で「姉妹都市間の職員相互派遣に関する協定書」を締結したが、日韓関係が悪化していた時期であり多数の抗議を受けたため、2018年度の職員の相互派遣は中止された[11]。
- 臨汾市（中華人民共和国山西省）
1988年10月7日姉妹都市提携
- ワリンガー市（オーストラリア連邦ニューサウスウェールズ州）
1996年4月26日姉妹都市提携
- ヤソトン市（タイヤソトン県）
1999年5月8日姉妹都市提携

## 地域

### 裁判所
- さいたま地方裁判所秩父支部
- さいたま家庭裁判所秩父支部
- 秩父簡易裁判所

### 国の機関
- 秩父労働基準監督署
- 秩父公共職業安定所
- 秩父税務署
- 関東森林管理局埼玉森林管理事務所
  - 秩父森林事務所
  - 大滝森林事務所
- さいたま地方検察庁秩父支部（業務は熊谷支部内で行っている。）
  - 秩父区検察庁（業務は熊谷区検察庁内で行っている。）
- さいたま地方法務局秩父支局
- 自衛隊埼玉地方協力本部秩父地域事務所
- 関東地方整備局二瀬ダム管理所
- 気象庁秩父特別地域気象観測所

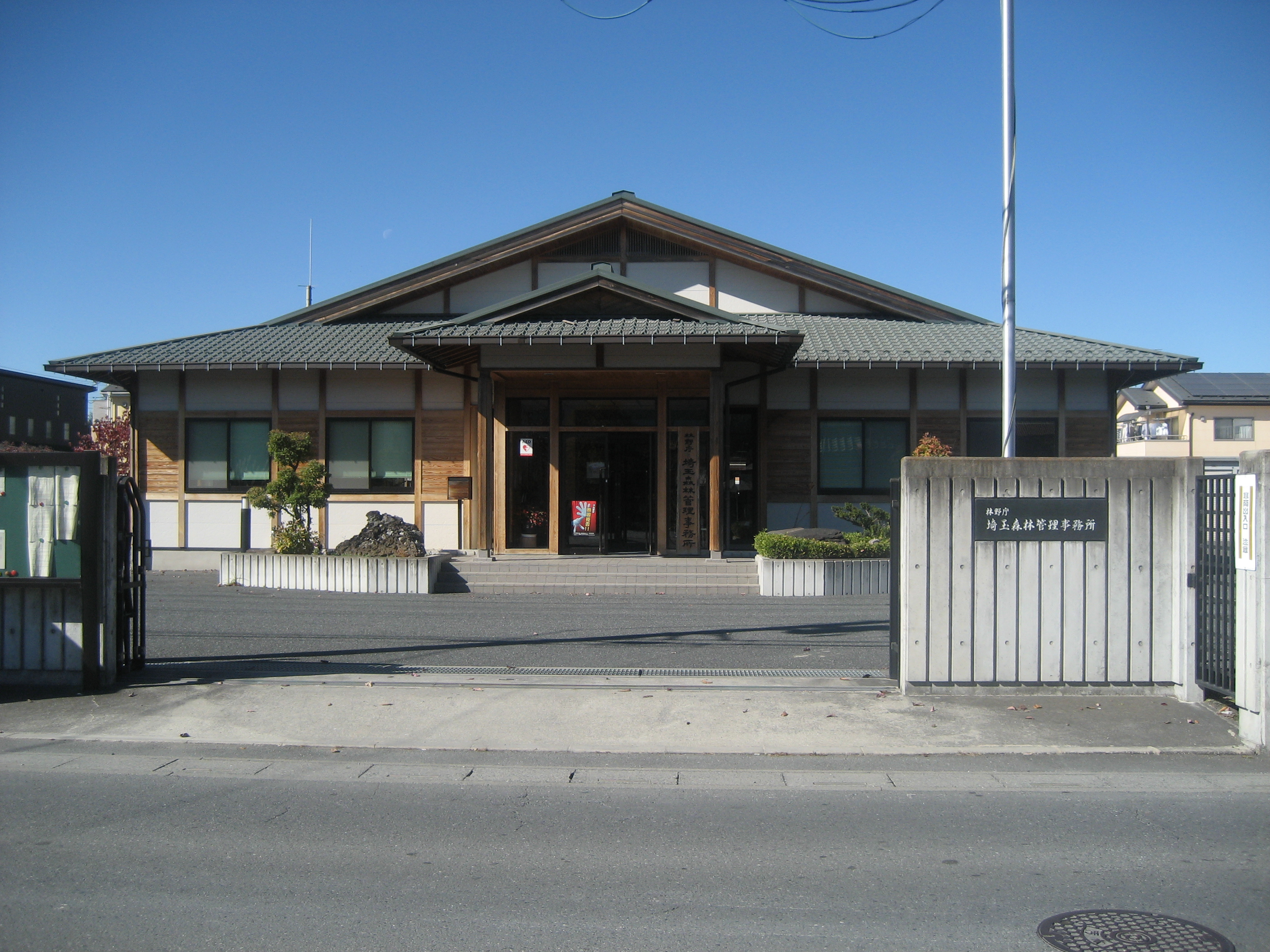
埼玉森林管理事務所
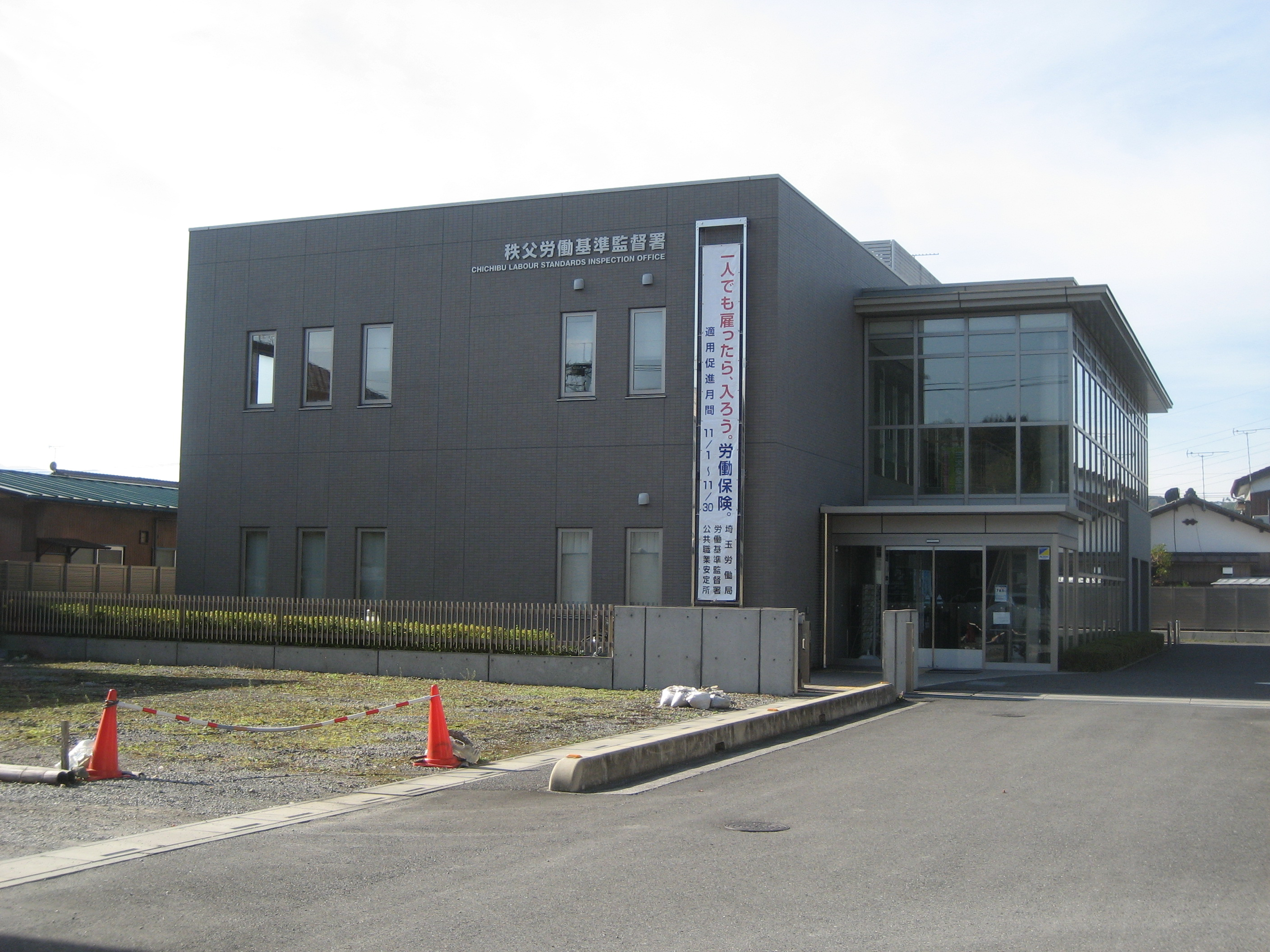
秩父労働基準監督署
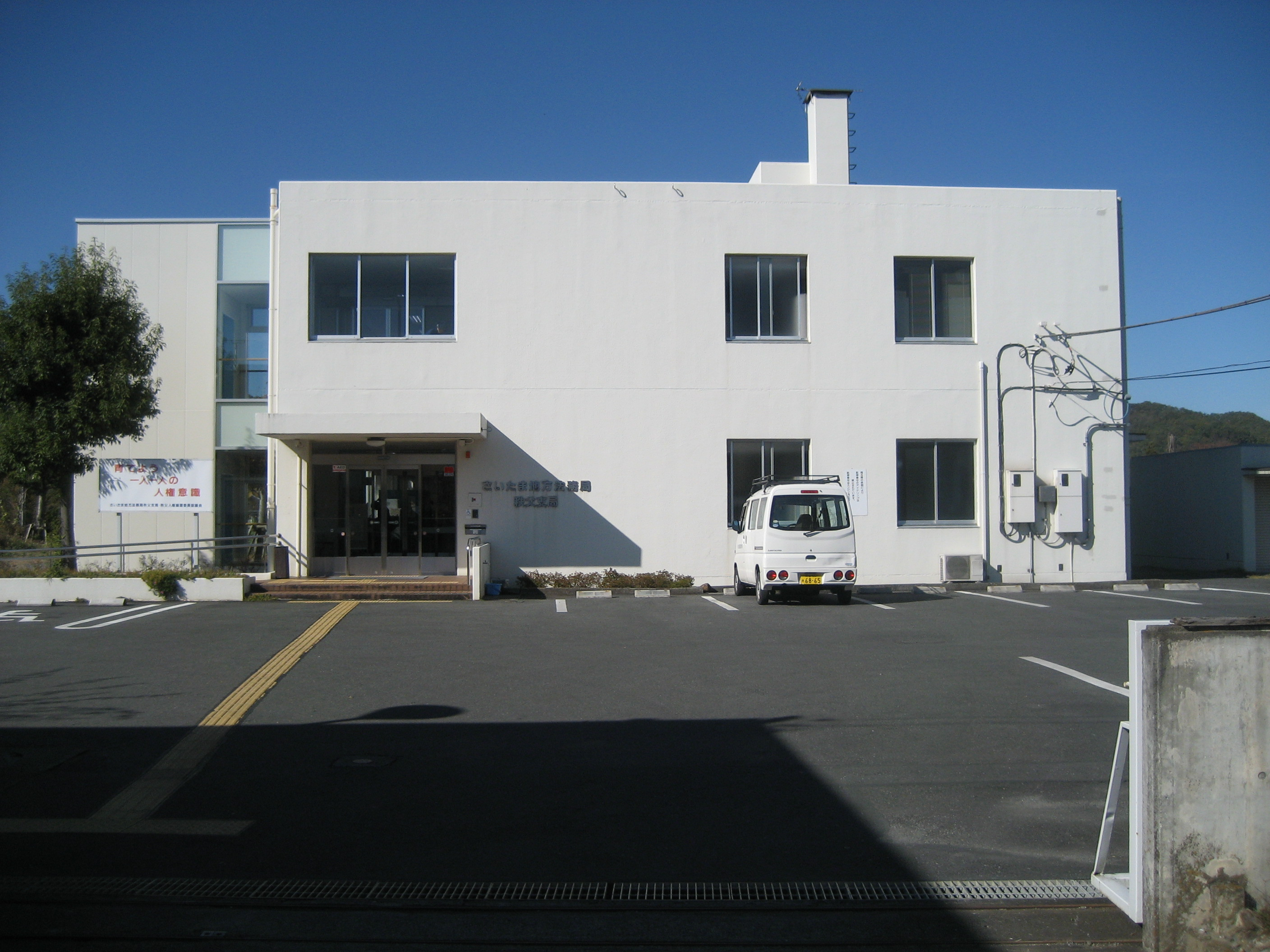
さいたま地方法務局秩父支局

### 県の機関
- 秩父地方庁舎
  - 秩父地域振興センター
  - 秩父県税事務所
  - 秩父環境管理事務所
  - 北部教育事務所秩父支所
- 農業技術研究センター秩父試験地
- 秩父福祉事務所
- 秩父保健所
- 秩父農林振興センター
- 秩父県土整備事務所
- 熊谷建築安全センター秩父駐在
- 熊谷高等技術専門校秩父分校
- 青少年総合野外活動センター（彩の国グリーンビレッジ ）
- 大滝げんきプラザ
- 彩の国ふれあいの森
  - 埼玉県森林科学館
- 秩父地域療育センター

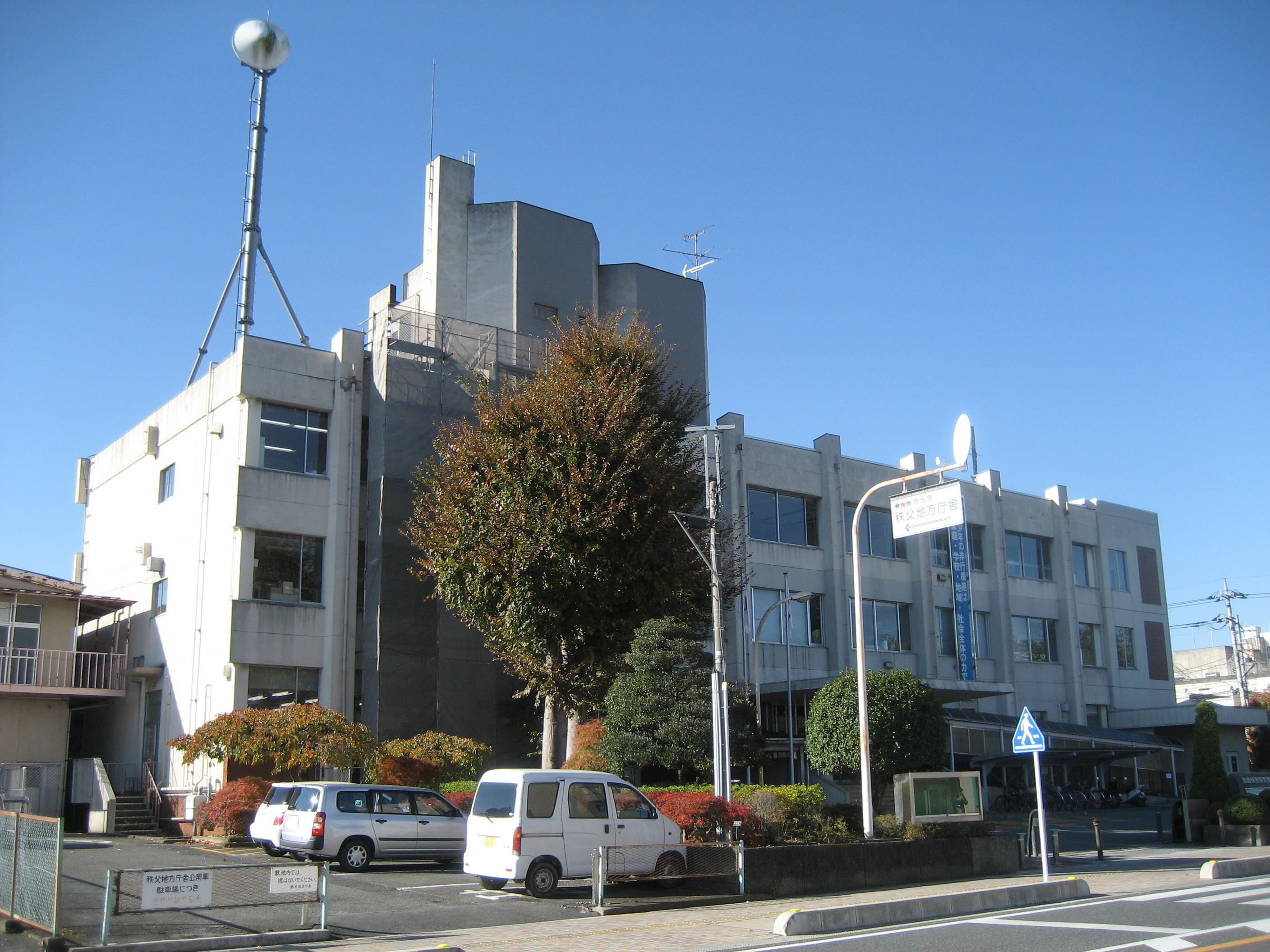
秩父地方庁舎
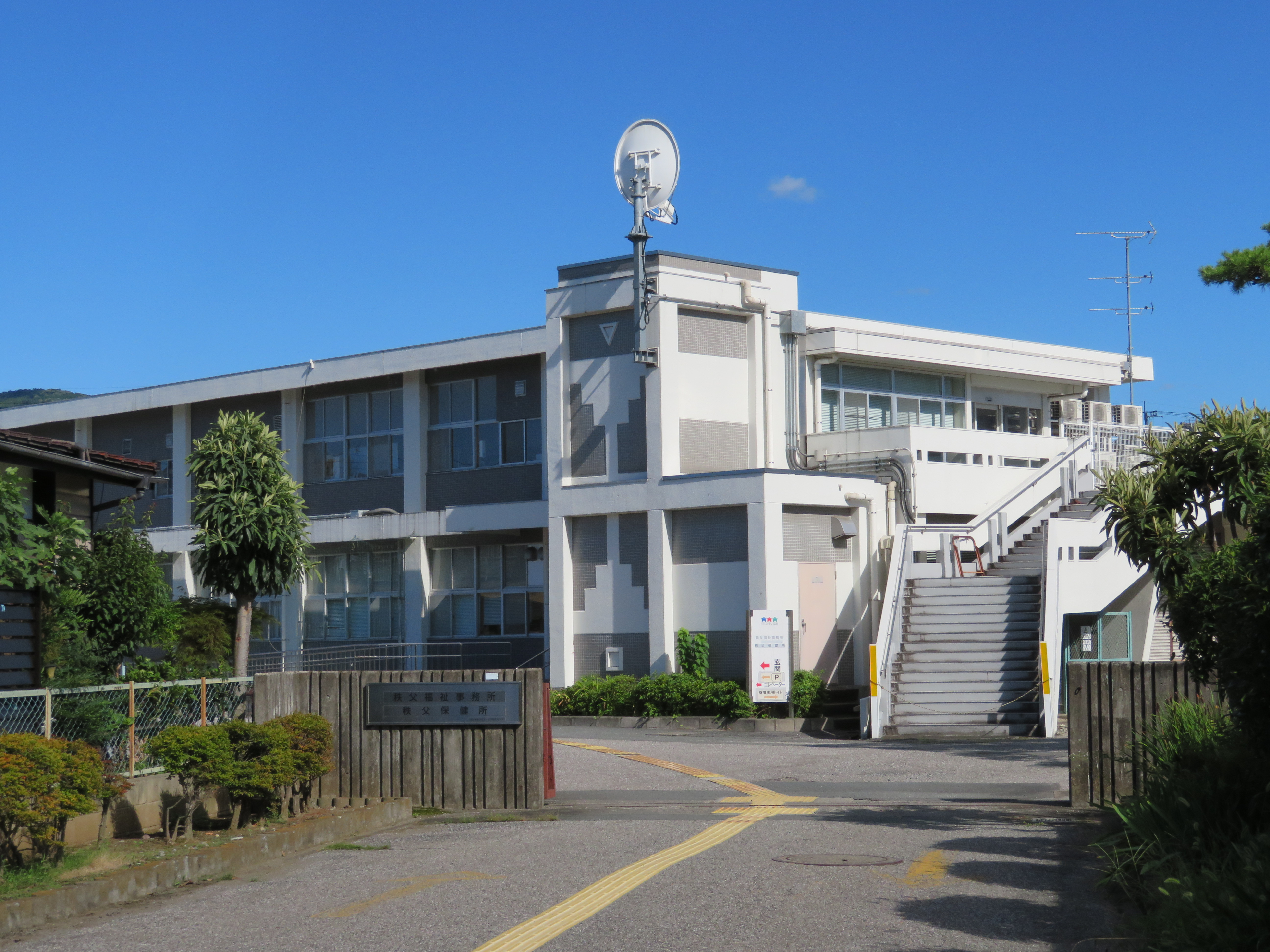
秩父福祉事務所・秩父保健所
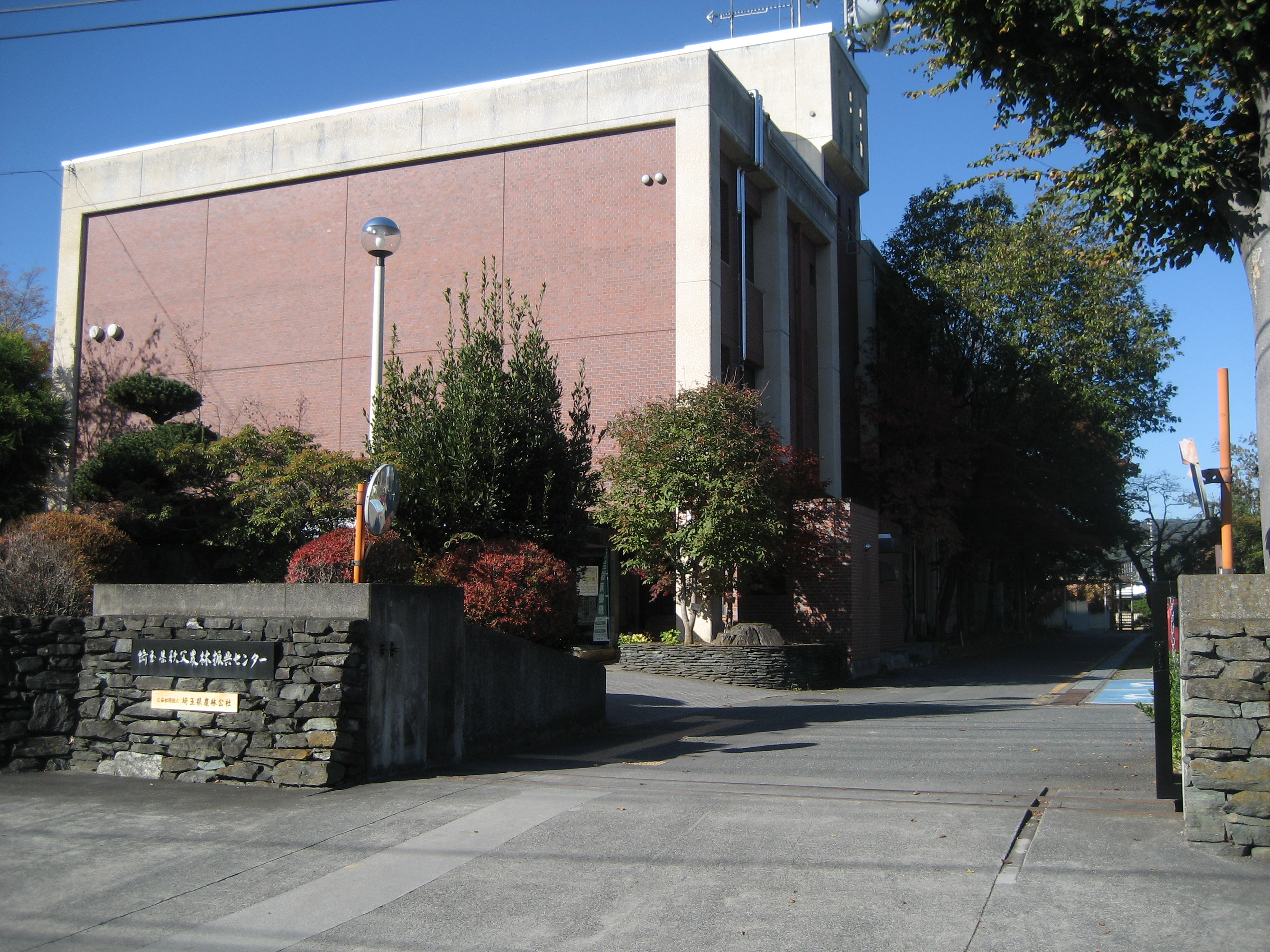
秩父農林振興センター
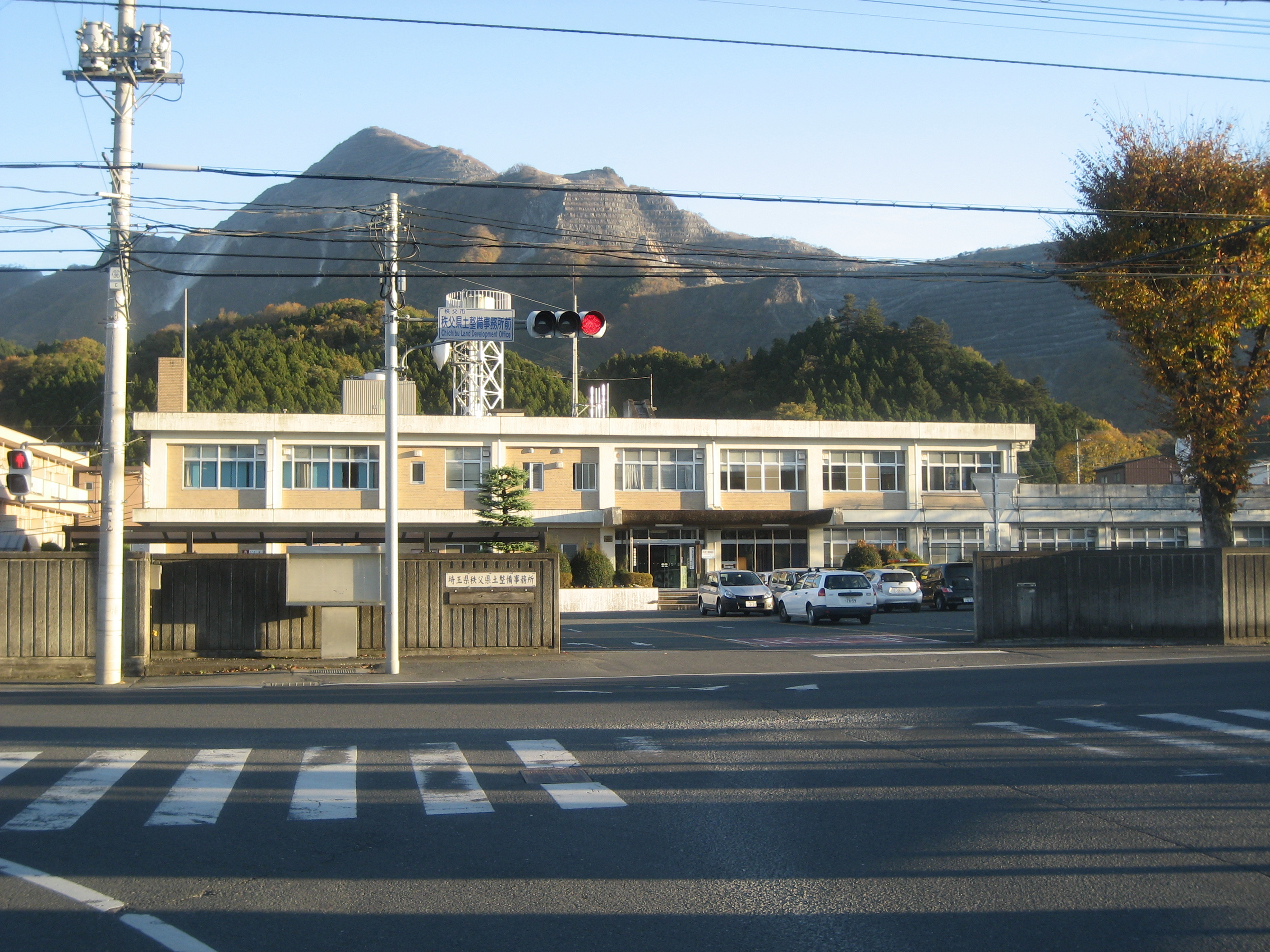
秩父県土整備事務所・熊谷建築安全センター秩父駐在
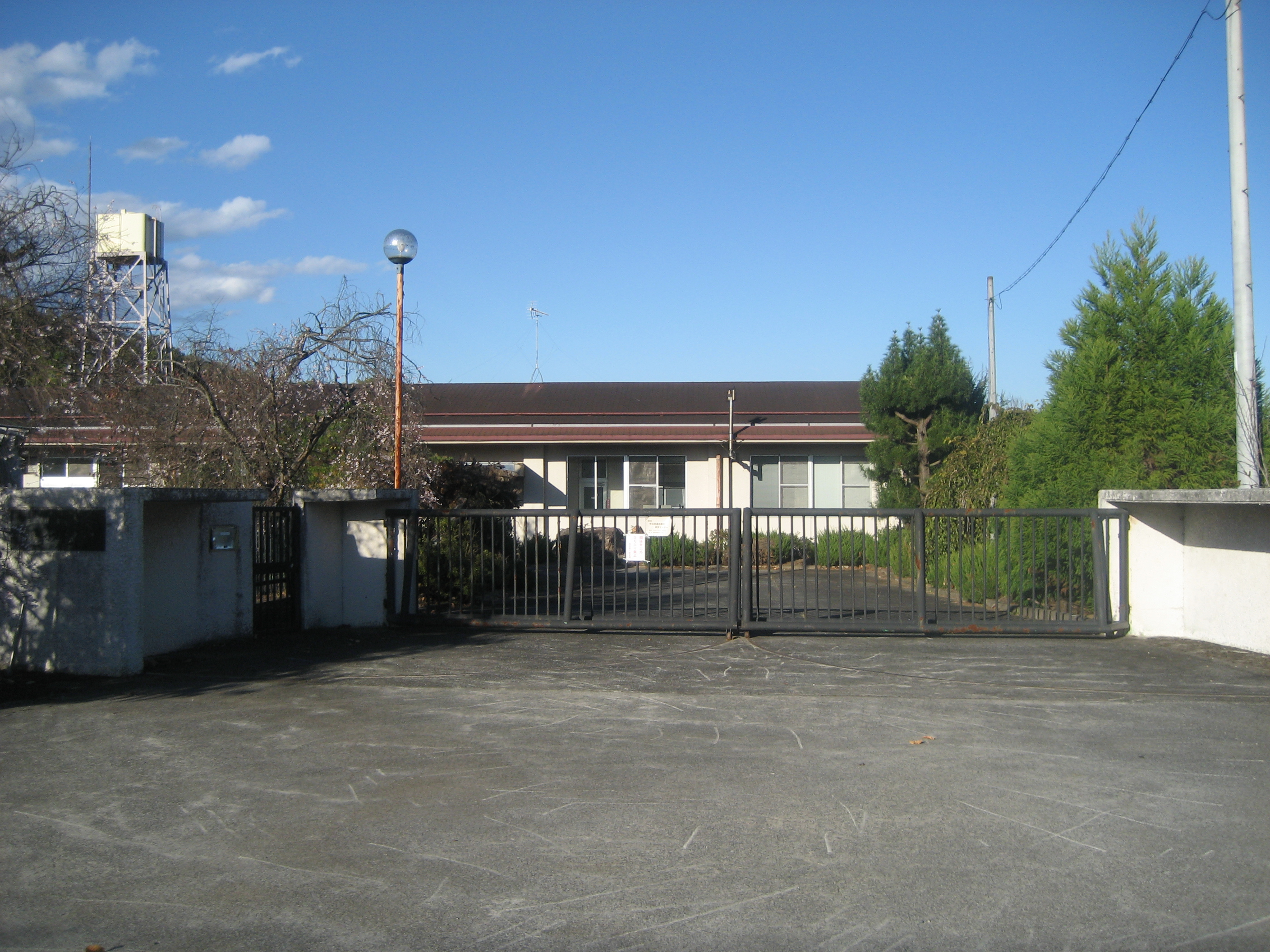
農業技術研究センター秩父試験地

### 消防
- 秩父消防本部-（秩父広域市町村圏組合が運営する消防本部）
  - 秩父消防署
    - 南分署
- 秩父市消防団

### 警察
- 秩父警察署

### その他公共機関

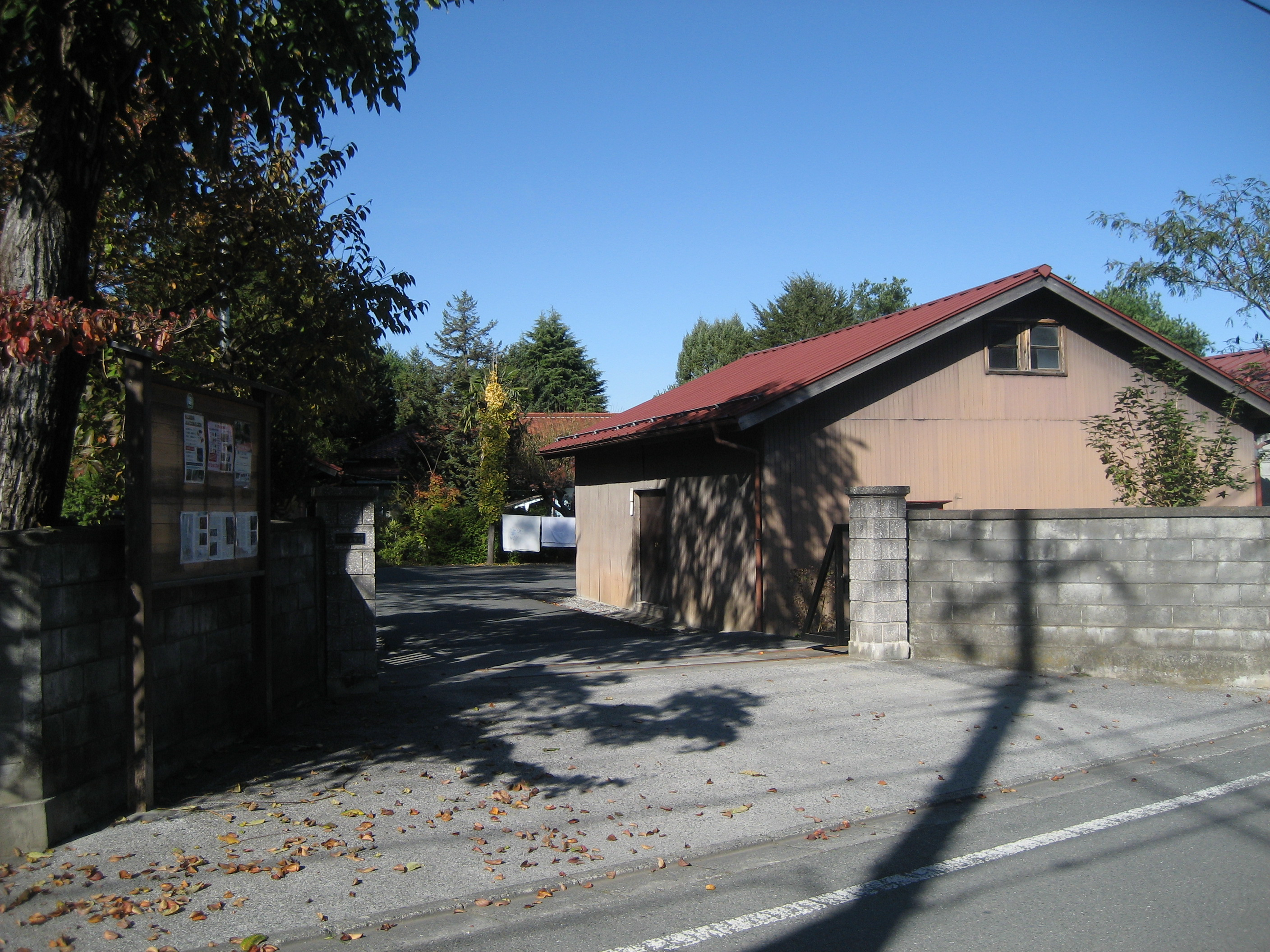
東京大学秩父演習林

- 水資源機構荒川ダム総合管理所
- 東京大学秩父演習林

### 図書館
- 秩父市立図書館
  - 秩父市立秩父図書館
  - 秩父市立荒川図書館
  - 秩父市立吉田分館
  - 秩父市立大滝分館

### 教育

#### 保育園
- 日野田保育所
- 秩父さくら保育園
- 花の木保育所
- 秩父こども園
- 秩父若葉保育園
- 永田保育所
- 大畑こども園
- 秩父かなめ保育園
- みどりのこ保育園
- 原谷保育所
- くわの実保育園
- 山田保育園
- 影森保育所
- 吉田保育所
- かみたのこども園

#### 幼稚園
- 秩父国際幼稚園
- 秩父さくら幼稚園
- 秩父緑ガ丘幼稚園
- 秩父ふたば幼稚園
- かみたの幼稚園
- 秩父ほうしょう幼稚園
- 長瀞幼稚園

#### 小学校
秩父市立
- 荒川西小学校
- 荒川東小学校
- 大田小学校
- 尾田蒔小学校
- 久那小学校
- 影森小学校
- 高篠小学校
- 花の木小学校
- 原谷小学校
- 西小学校
- 南小学校
- 秩父第一小学校
- 吉田小学校

#### 中学校
秩父市立
- 荒川中学校
- 大田中学校
- 尾田蒔中学校
- 影森中学校
- 高篠中学校
- 秩父第一中学校
- 秩父第二中学校
- 吉田中学校

影森中学校で卒業式に唄われた「旅立ちの日に」が、全国的に歌われている。

#### 高等学校
- 埼玉県立秩父高等学校
- 埼玉県立秩父農工科学高等学校

#### 専修学校
- 秩父文化服装専門学校
- 秩父家政専門学校
- 秩父看護専門学校

#### 特別支援学校
- 埼玉県立秩父特別支援学校
- 光の村秩父自然学園

#### 閉校となった学校
- 小学校については「埼玉県小学校の廃校一覧#秩父市」を参照。
- 中学校については「埼玉県中学校の廃校一覧#秩父市」を参照。
- 秩父女子高等学校（私立）
- 埼玉県立秩父女子高等学校（1950年県立秩父高等学校に統合）
- 埼玉県立秩父農工高等学校（2005年、秩父農工高校・秩父東高校の統合により、埼玉県立秩父農工科学高等学校へ）
- 埼玉県立秩父東高等学校（同上）

### 職業訓練

#### 職業能力開発校
- 埼玉県立熊谷高等技術専門校秩父分校

### 住宅団地
- 秩父阿保住宅（阿保町）
- 秩父永田住宅（永田町）
- 秩父久那住宅（久那）
- 荒川上田野北住宅（荒川上田野）
- 荒川上田野住宅（荒川上田野）
- 秩父つばきの森住宅（上影森）
- 吉田塚越住宅（上吉田）
- 秩父相生住宅（相生町）
- 大滝強石住宅（大滝）
- 秩父こぶし住宅（大野原）
- 秩父大野原住宅（大野原）
- 秩父中宮地住宅（中宮地町）
- 秩父堀切住宅（堀切）

## 交通

### 鉄道
- 西武鉄道
  - 西武秩父線
    - 西武秩父駅
- 秩父鉄道
  - 秩父本線
    - 和銅黒谷駅 - 大野原駅 - 秩父駅 - 御花畑駅 - 影森駅 - 浦山口駅 - 武州中川駅 - 武州日野駅 - 白久駅 - 三峰口駅

市役所の最寄り駅は御花畑駅であるが、『JTB時刻表』では秩父駅が中心駅となっている。

### 路線バス
- 西武観光バス
- 秩父市営バス
- 小鹿野町営バス（秩父市中心部および秩父市荒川地区と小鹿野町地区を結ぶ）

### タクシー
タクシーの営業区域は秩父交通圏で、横瀬町、皆野町、長瀞町、小鹿野町と同じエリアとなっている。

### 道路

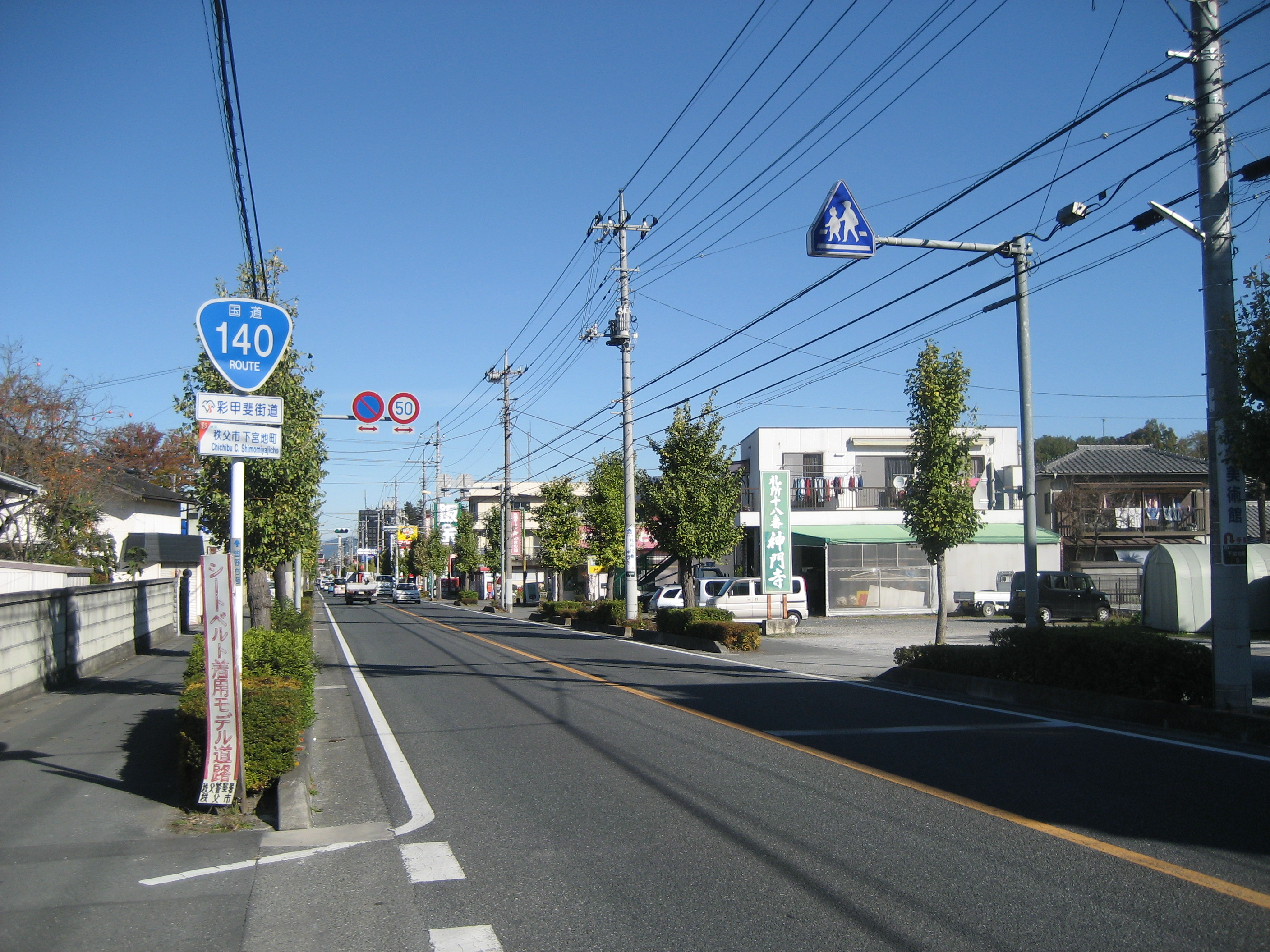
国道140号

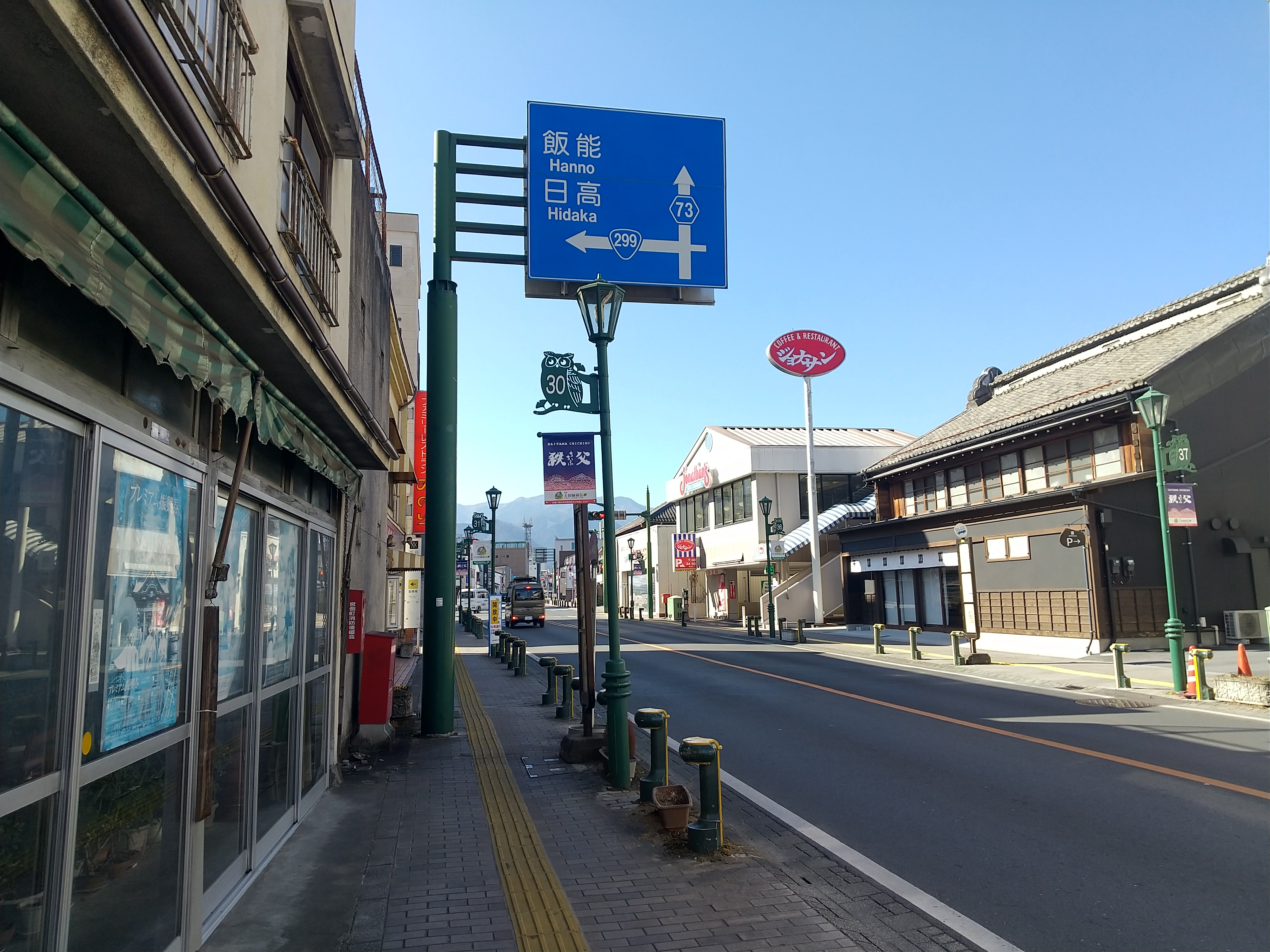
国道299号

#### 国道
- 一般国道
  - 国道140号
    - 皆野秩父バイパス
- 国道299号

#### 有料道路
- 雁坂トンネル（国道140号）

#### 県道
- 主要地方道
  - 埼玉県道11号熊谷小川秩父線（小川県道）
  - 埼玉県道37号皆野両神荒川線
  - 埼玉県道43号皆野荒川線
  - 埼玉県道44号秩父児玉線
  - 群馬県道・埼玉県道71号高崎神流秩父線
  - 埼玉県道72号秩父荒川線
  - 埼玉県道82号長瀞玉淀自然公園線
- 一般県道
  - 埼玉県道208号秩父停車場秩父公園線
  - 埼玉県道209号小鹿野影森停車場線
  - 埼玉県道210号中津川三峰口停車場線
  - 埼玉県道270号吉田久長秩父線
  - 埼玉県道278号秩父多摩甲斐国立公園三峰線
  - 埼玉県道282号藤倉吉田線
  - 埼玉県道283号下小鹿野吉田線
  - 埼玉県道284号下日野沢東門平吉田線
  - 埼玉県道・群馬県道331号吉田太田部譲原線

##### 市道
- 秩父市道大滝幹線17号線（旧称:中津川林道）

#### 道の駅
- 道の駅あらかわ
- 道の駅大滝温泉
- 道の駅ちちぶ
- 道の駅龍勢会館

## 観光

### 名所・史跡
- 秩父神社
- 三峯神社
- 椋神社
- 聖神社
- 秩父三十四箇所 - 西国三十三所、坂東三十三箇所と併せて日本百観音と呼ばれる
- 秩父七福神 - 惣円寺、圓福寺等
- 橋立鍾乳洞
- 古秩父湾堆積層及び海棲哺乳類化石群 - 国の天然記念物
- ちちぶ銘仙館 - 国の登録有形文化財（秩父銘仙は伝統工芸品の絹織物）[12]
- 秩父ふるさと館 - 国の登録有形文化財
- 栃本関跡 - 国の史跡
- 和同遺跡 - 和同開珎が発掘された遺跡
- 三十槌の氷柱（秩父路三大氷柱）
- 秩父氏館：県指定史跡

### 祭事
- 秩父夜祭 - 毎年12月3日開催、ユネスコ無形文化遺産登録、「日本三大曳山祭」の一つに数えられる。
  - 秩父まつり会館
- 秩父川瀬祭 - 毎年7月19日・20日開催、小学生が囃子手・拍子木を務める。
- 龍勢祭り（椋神社：秩父市下吉田）
  - 龍勢会館

### 自然・公園

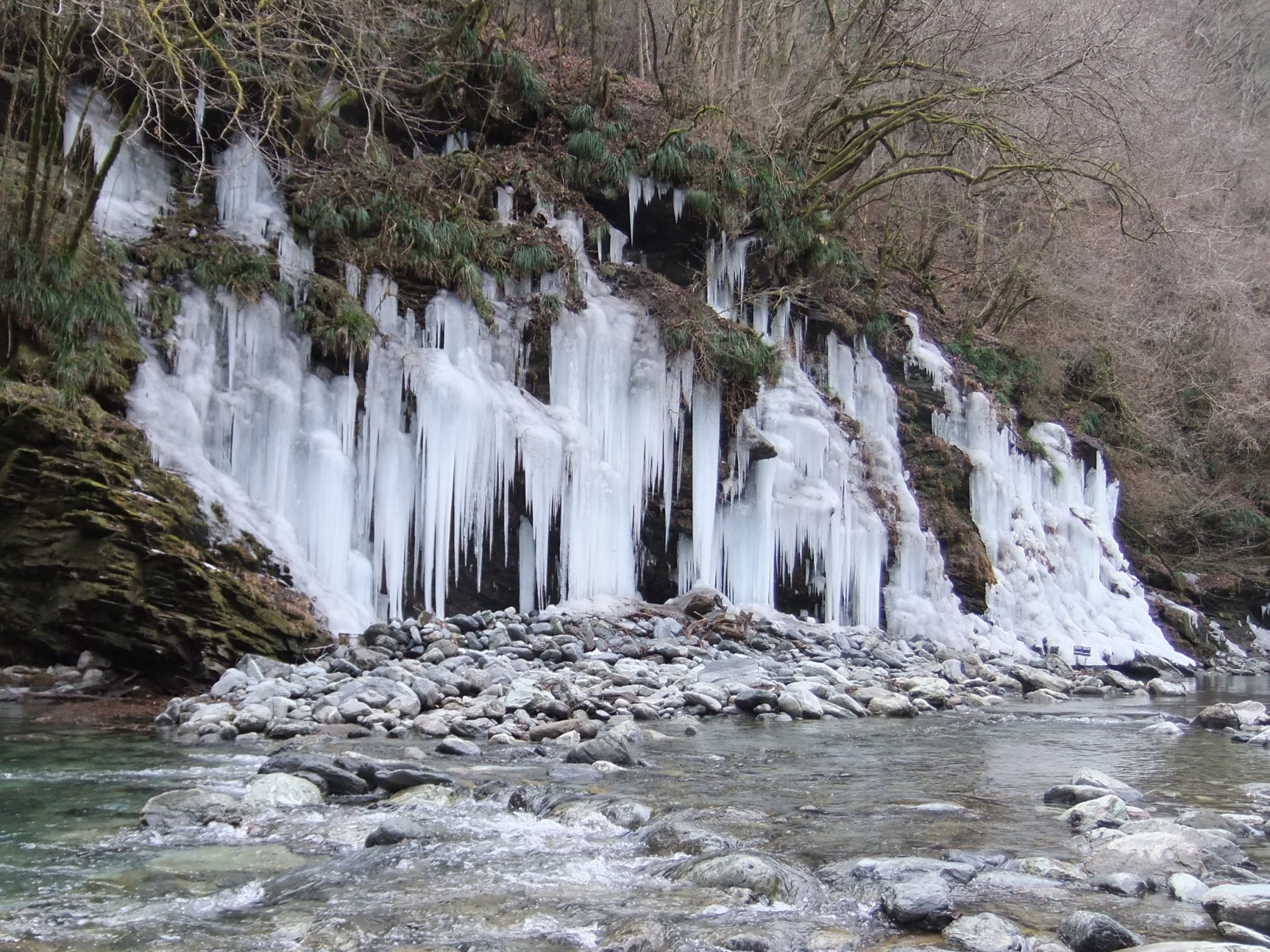
三十槌の氷柱

- 奥秩父山塊 - 秩父多摩甲斐国立公園、中津川渓谷、秩父湖など
- ジオパーク秩父、甲武信ユネスコエコパーク
- 雁坂峠 - 日本三大峠
- 雲取山 - 日本百名山
- 甲武信ヶ岳 - 日本百名山
- 両神山 - 日本百名山
- 武甲山 - 日本二百名山
- 霧藻ヶ峰 - 秩父宮ゆかりの地
- 秩父ミューズパーク - 「旅立ちの丘」、コテージなど
- 羊山公園 - 「芝桜の丘」で有名
  - 秩父市営馬場
- 秩父さくら湖
- 奥秩父もみじ湖
- 三十槌の氷柱
- 清雲寺のしだれ桜
- 不動滝
- 武甲山伏流水 - 名水百選

### ダム
- 浦山ダム
- 滝沢ダム
- 二瀬ダム
- 合角ダム

### 鉄道・道路
- SLパレオエクスプレス
- 特急ラビュー「ちちぶ」
- 秩父鉄道車両公園
- 三峰口駅（秩父鉄道） - 関東の駅百選
- 西武秩父駅（西武鉄道） - 関東の駅百選
- 秩父往還道 - 日本の道100選
- 秩父公園橋
- 秩父橋 - 「あの花」で有名。
- 雷電廿六木橋 - 通称「ループ橋」

### 博物館・美術館
- 秩父市山里自然館
- 秩父市立大滝歴史民俗資料館
- 浦山歴史民俗資料館
- 荒川歴史民俗資料館
- 珍石館
- やまとーあーとみゅーじあむ

### 温泉・鉱泉
- 白久温泉
- 山田温泉
- 新木鉱泉
- 柴原温泉
- 和銅鉱泉
- 不動の湯

### 名産
- 秩父銘仙
- しゃくし菜
  - しゃくし菜漬
- 肉の味噌漬け
- 秩父おなめ（味噌）
- こんにゃく
- ちちぶ山ルビー（山梨県から導入されたブドウの品種）[13]
- 武甲正宗（武甲酒造、日本酒）
- 秩父錦（矢尾本店、日本酒）
- イチローズ・モルト（ベンチャーウイスキー、ウイスキー）

### 郷土料理
- みそポテト
- ずりあげ
- 秩父そば
- おっきりこみ
- 中津川いも田楽
- わらじカツ
- 豚味噌丼
- えびし

## 文化財
市指定文化財については秩父市指定文化財一覧を参照。

### ユネスコ無形文化遺産
- 秩父祭の屋台行事と神楽 -「山・鉾・屋台行事」 2016年12月1日登録

### 国の重要無形民俗文化財
- 秩父祭の屋台行事と神楽
- 秩父吉田の龍勢

### 国の重要有形民俗文化財
- 秩父祭の屋台

## 秩父市を舞台とする作品
長井龍雪監督によるテレビアニメ『あの日見た花の名前を僕達はまだ知らない。』（2011年）、アニメ映画『心が叫びたがってるんだ。』（2015年）、『空の青さを知る人よ』（2019年）の3作品は「秩父三部作」と称される。
実写映画
- 赤胴鈴之助 黒雲谷の雷人（1958年）
- 秩父水滸伝 必殺剣（1965年）
- 座頭市果し状（1968年）
- 関東テキヤ一家 喧嘩火祭り（1971年）
- チー公大作戦（2001年）
- 草の乱（2004年）
- 心が叫びたがってるんだ。（2017年）

アニメ映画
- 心が叫びたがってるんだ。（2015年）
- 空の青さを知る人よ(2019年)

テレビドラマ・特撮
- 思い橋（ドラマ、1973年）
- ウルトラセブン（1967年） - 第13話「V3から来た男」
- ミラーマン（1971年）- 第31話「電光石火の必殺技!」
- 変身忍者 嵐（1972年）- 第16話「ロボット! 飛行タコ! 大作戦!!」
- 愛の戦士レインボーマン（1972年）- 第14話「恐怖のM作戦」、第15話「殺人プロフェッショナル」
- 仮面ライダーV3（1973年）- 第14話「ダブルライダー 秘密のかたみ」、第15話「ライダーV3 死の弱点!!」
- ウルトラマンタロウ（1974年）- 第49話「歌え! 怪獣ビッグマッチ」
- 仮面ライダースーパー1（1980年） - 第2話「闘いの時来たり! 技は赤心小林拳」
- あの日見た花の名前を僕達はまだ知らない。（2015年）
- 学校へ行けなかった私が「あの花」「ここさけ」を書くまで（2018年）
- 日常の絶景（2023年）- 第3話「奥秩父の滝沢ダム」

テレビアニメ
- あの日見た花の名前を僕達はまだ知らない。（2011年）

Webアニメ
- ちちぶでぶちち（2018年）

漫画・ゲーム
- 二ノ宮知子『GREEN〜農家のヨメになりたい〜』
- 田中圭一『ドクター秩父山』
- SIREN（ゲーム、2003年）

## 本社がある企業
- キヤノン電子 - 2000年代後半に本社機能を東京本社に移転し、実態上の本社ではなく登記上の本店となっている。
- 矢尾百貨店（上町1丁目） - 秩父市唯一の百貨店
- グラファイトデザイン（太田） - ゴルフクラブシャフト・サイクルパーツのメーカー。松山英樹選手が優勝したマスターズで使用。
- 秩父太平洋セメント（大野原）

## 出身者・ゆかりのある人物
特筆ない場合は出身者を表す。
- アキラ100%（お笑い芸人）
- 肥土貴美男（元NHKアナウンサー）
- 新井邦二郎（筑波大学名誉教授）
- 荒舩清十郎(衆議院議員、運輸大臣、衆議院副議長等を歴任)
- 荒舩美栄（タレント・アナウンサー）
- 伊古田純道（日本初の帝王切開を行った医師）
- 井上宇市（建築設備学者）
- 井上純一（アルベールビル五輪 スピードスケート男子500m銅メダル）秩父市合併前の荒川村出身
- 井上敏樹（中央競馬騎手）
- 猪口幸子（衆議院議員、歯科医師）
- 岡田麿里（脚本家）
- 小澤章人（サッカー選手）
- 柿堺香（尺八奏者）
- 加藤峻二（元競艇選手。73歳4カ月弱まで現役を続け、現役最年長記録を樹立）
- 金澤まい（声優）
- 神山健治（アニメーション監督）
- 川柳川柳（落語家）秩父郡横瀬町出身
- 冠二郎（演歌歌手）
- 久保田未夢（声優）
- 黒沢翔太（元プロ野球選手・千葉ロッテマリーンズ）
- 黒沢ともよ（声優・女優・歌手・元子役）
- 小泉龍司（衆議院議員、法務大臣）
- 齋藤武市（映画監督）
- 斎藤たま（民俗学研究者、山形県出身だが浦山に28年居住後、秩父市内で死去）
- 桜井賢（THE ALFEEメンバー）秩父市合併前の荒川村出身
- Sasuke（元芸人・YouTuberグループ「プリッとChannel」のメンバー）
- 澤畑恵美（声楽家）
- 椹木野衣（美術評論家）多摩美術大学准教授
- 関根要太郎（建築家）
- 薗田稔（宗教学者・京都大学名誉教授・秩父神社宮司）
- 高野佐三郎（明治 - 昭和前期の剣道家。昭和の剣聖の一人）
- 田上明（プロレスラー・元力士）
- 田島泰彦（メディア法の研究者）
- 塚越さくら（自転車競技）
- 月澄江（女優）
- 中島安里紗（プロレスラー）
- 二ノ宮知子（漫画家）秩父郡皆野町出身
- ハシケン （ミュージシャン）
- 橋立孝一郎（キデイランド創業者。東京出身。秩父在住当時に地元女性と結婚、発祥となる書店を開く）
- 橋本稜（お笑い芸人・スクールゾーンメンバー）
- 畑時能（南北朝時代・南朝方の武将、新田四天王の一人）
- 林家たい平（落語家）
- 比古地朔弥（漫画家）
- 平井一嘉（彫刻家）
- 深見梨加（声優）
- 福島圭音（プロ野球選手・阪神タイガース）
- 藤原竜也（俳優）
- 山田醇（建築家）
- 山中竹春（横浜市長）
- 与沢翼（実業家）
- 吉田一休（ドミンゴス）
- 若秩父髙明（元力士・常盤山親方）

## 秩父市観光大使
- アキラ100%[14]
- クララ・ボダン
- 冠二郎
- 桜井賢
- 林家たい平
- 藤原竜也

## マスコットキャラクター
- りゅうごん - 旧吉田町のキャラクター。石ノ森章太郎デザイン。
- ポテくまくん - イメージキャラクター[15]
  - 秩父原人チプー

## 備考
- 「旅立ちの日に」 - 秩父市で生まれた卒業ソング。
- 秩父鉱山 - 大滝地域に存在。社宅はゴーストタウンとなっているが、鉱山自体は現在も採掘されている。
- うららぴあ（浦山ダム隣接施設）
- 秩父宮記念市民会館
- 秩父宮ラグビー場は、当市ではなく東京都港区にある神宮外苑の一角に所在する。同施設の名称は秩父宮雍仁親王に因んでおり、当市とは無関係である。
- 明治初年頃に撮影された初代首長・近藤善吉の肖像写真が濵畠太により発見された（2024年10月30日読売新聞）。